# Parc des Champs-Élysées de Saint-Quentin
Le parc des Champs-Élysées de Saint-Quentin est un parc et un arboretum aménagé  au centre de la ville de Saint-Quentin, dans le département de l'Aisne.

## Historique
C'est par le décret du 28 avril 1810, signé à Cambrai, que Napoléon Ier décida la démolition des fortifications de la ville de Saint-Quentin au lendemain de son séjour pour l'inauguration du Canal de  Saint-Quentin : " ...les fortifications seront démolies. Nous faisons donation à la ville des matériaux des dites fortifications ainsi que des terrains qu'elles occupent. Un boulevard sera créé autour de la ville sur leur emplacement et il y sera établi des promenades publiques…"
Ce n'est que dans les années 1830 que l'aménagement du parc commença avec le nivellement du terrain sous la direction de M. de Baudreuil dont la rue qui borde le parc côté ville porte le nom.
Des tilleuls, des peupliers destinés à faire du bois de chauffage et des marronniers furent plantés.
Au fil des ans, de nombreux arbres, victimes du temps ou de maladie ont été abattus, notamment les quatre énormes hêtres pourpres du Jardin d'horticulture.
En 1985, les tilleuls de l'allée centrale sont remplacés par 200 platanes acrifolias. En 1992, ce sont les marronniers qui bordaient la rue de Baudreuil qui sont remplacés par des robiniers faux-acacias. Depuis les années 2000, des tulipiers de Virginie, réputés résistants aux maladies, bordent le boulevard Gambetta.
|  |  |  |  |  |

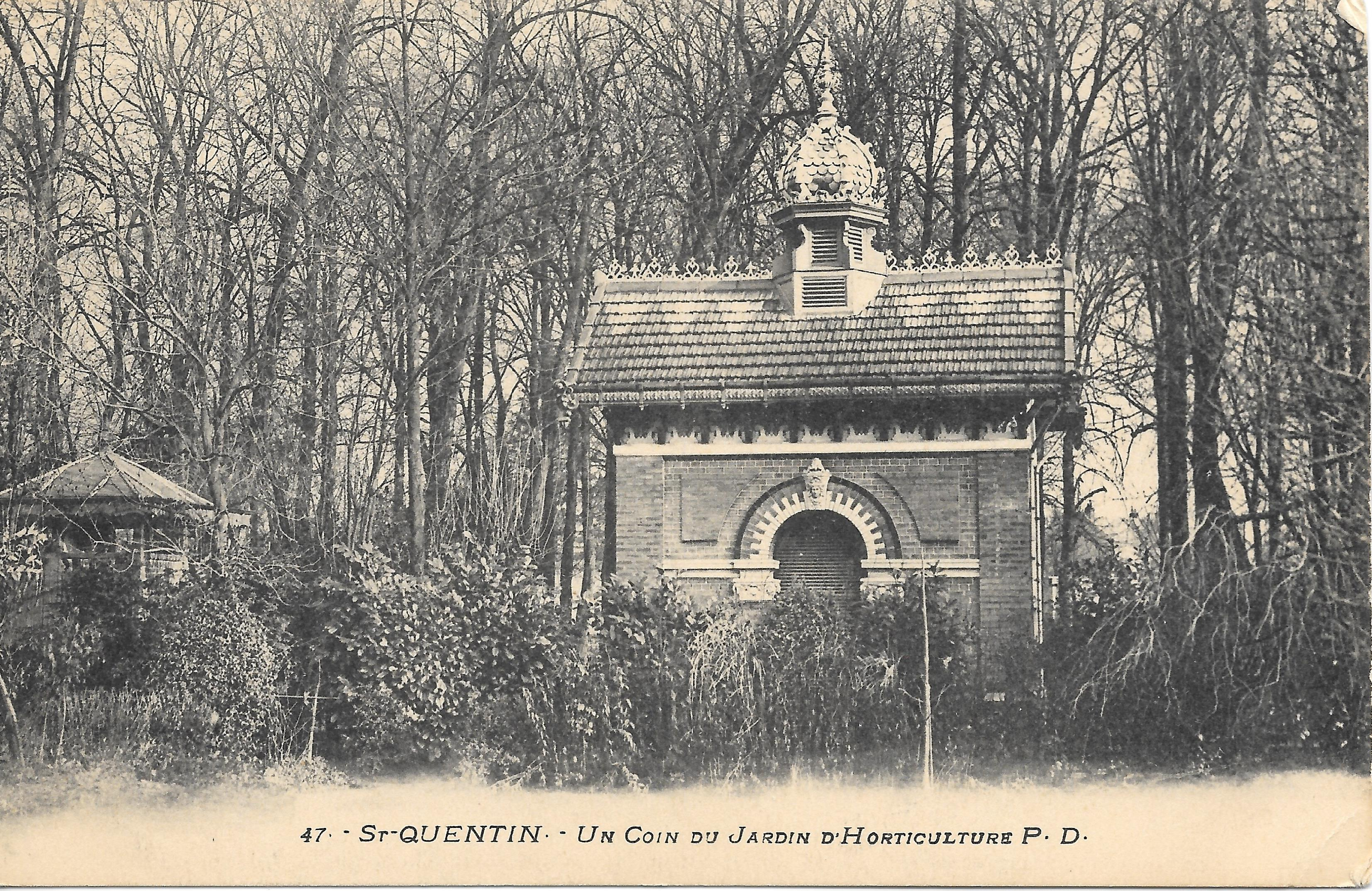
Le premier bâtiment du parc, aujourd'hui disparu, construit en 1870 dans le Jardin d'horticulture .
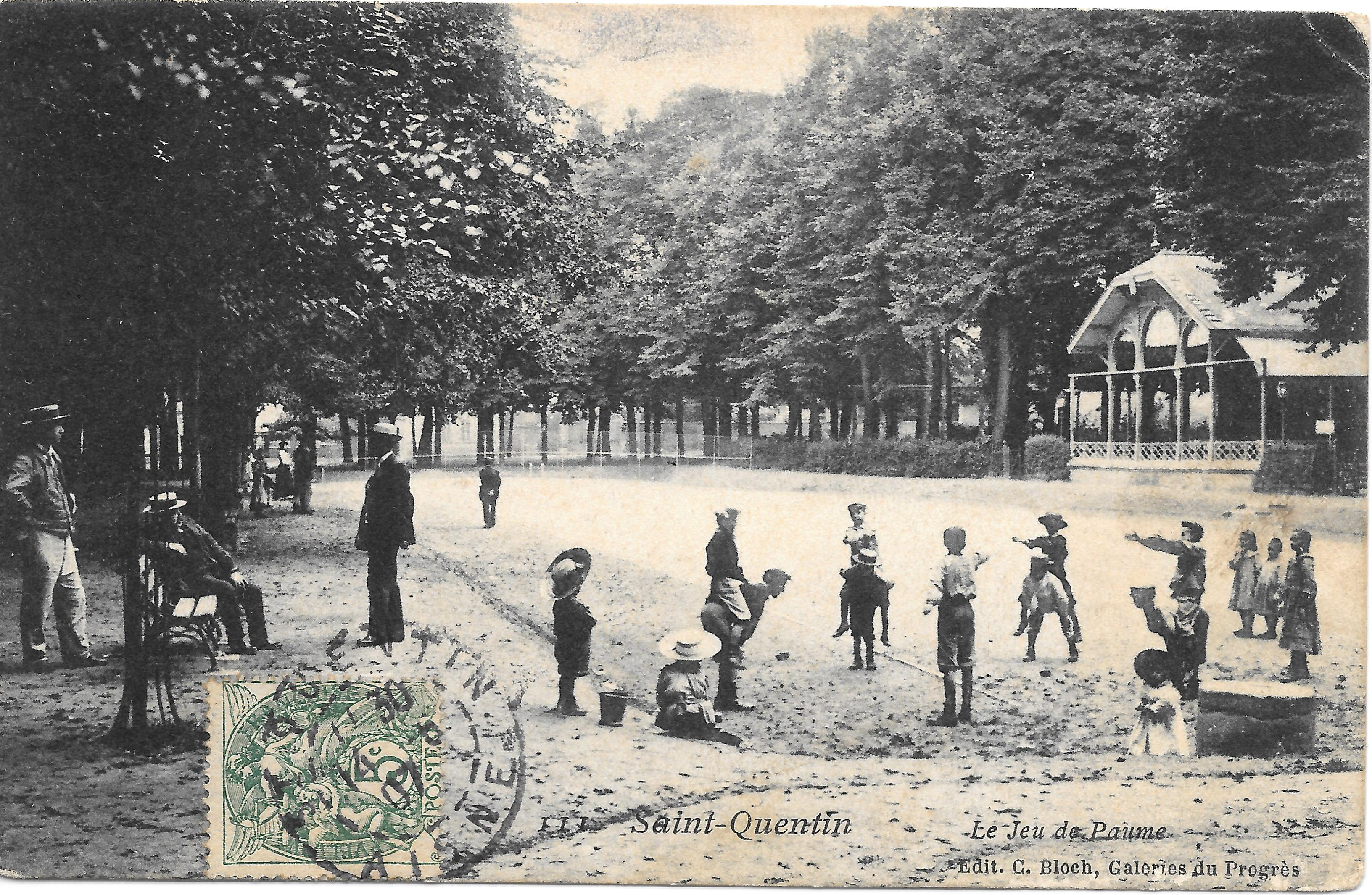
Le chalet du Jeu de Paume bâti dans les années 1890.

### L'arboretum
|  |

Actuellement, le parc compte environ 700 arbres, dont

- 104 tulipiers de Virginie plantés en 1999 le long du boulevard Gambetta et de la rue de Baudreuil.
- 37 robiniers faux-acacias plantés en 1992 en haut de la rue de Baudreuil.
- 159 platanes à feuille d'érable qui ont remplacé, en 1885, les tilleuls malades de l'allée centrale et des deux allées latérales.
- 60 tilleuls et 18 marronniers qui ombragent le terrain de boules jouxtant les courts de tennis.
- 27 énormes hêtres pourpres datant du début du siècle dernier alignés sur les bords de l'allée transversale derrière le Palais des Sports.
- 6 séquoïas géants plantés après 1920
- 12 chênes de différentes espèces plantés récemment du côté du boulevard Gambetta.
- 246 grands arbres, surtout des tilleuls, des érables planes et érables sycomores disséminés surtout sur la partie boulevard Gambetta.
- de nombreux arbustes
- les arbres du Jardin botanique

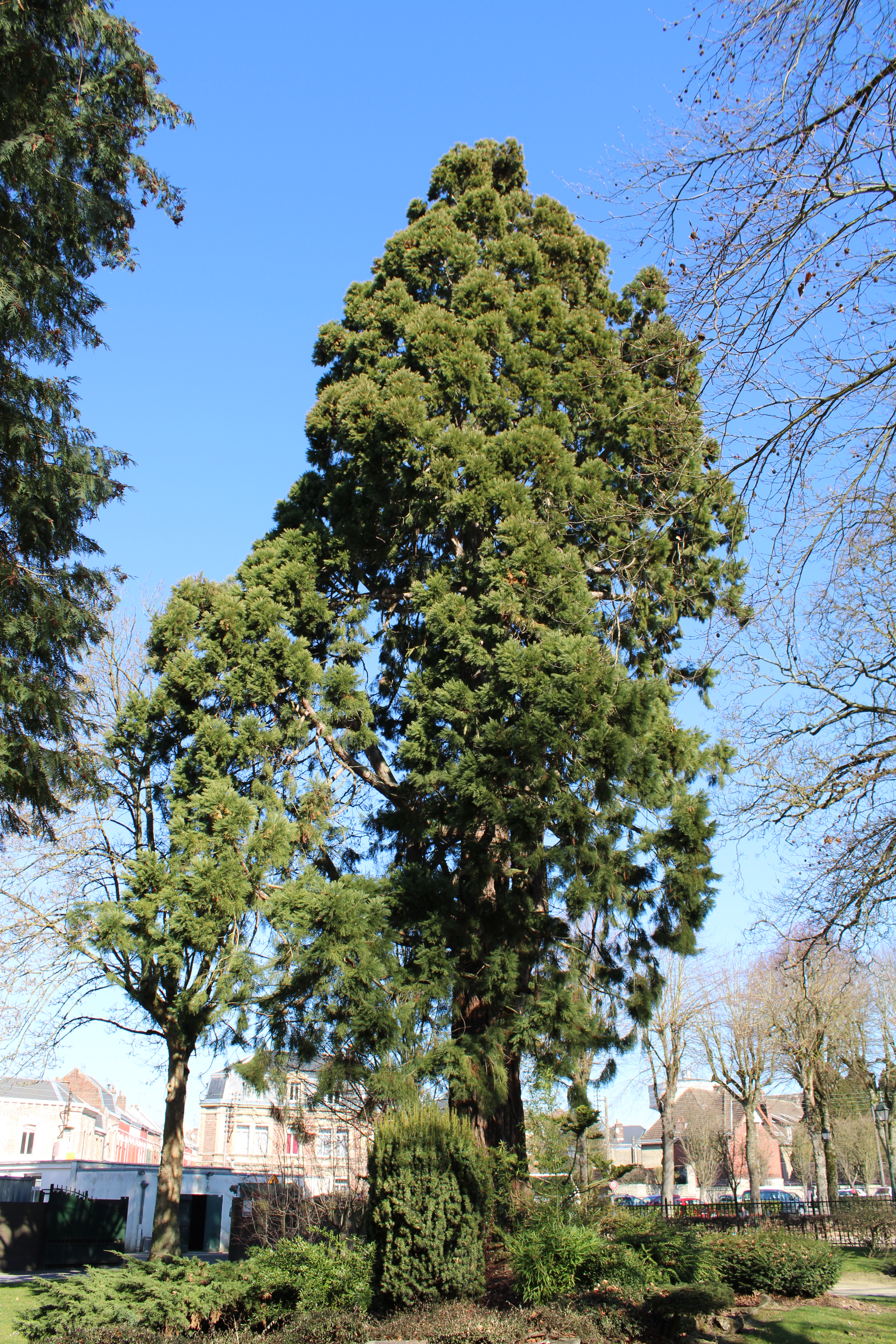
Un séquoïa géant.
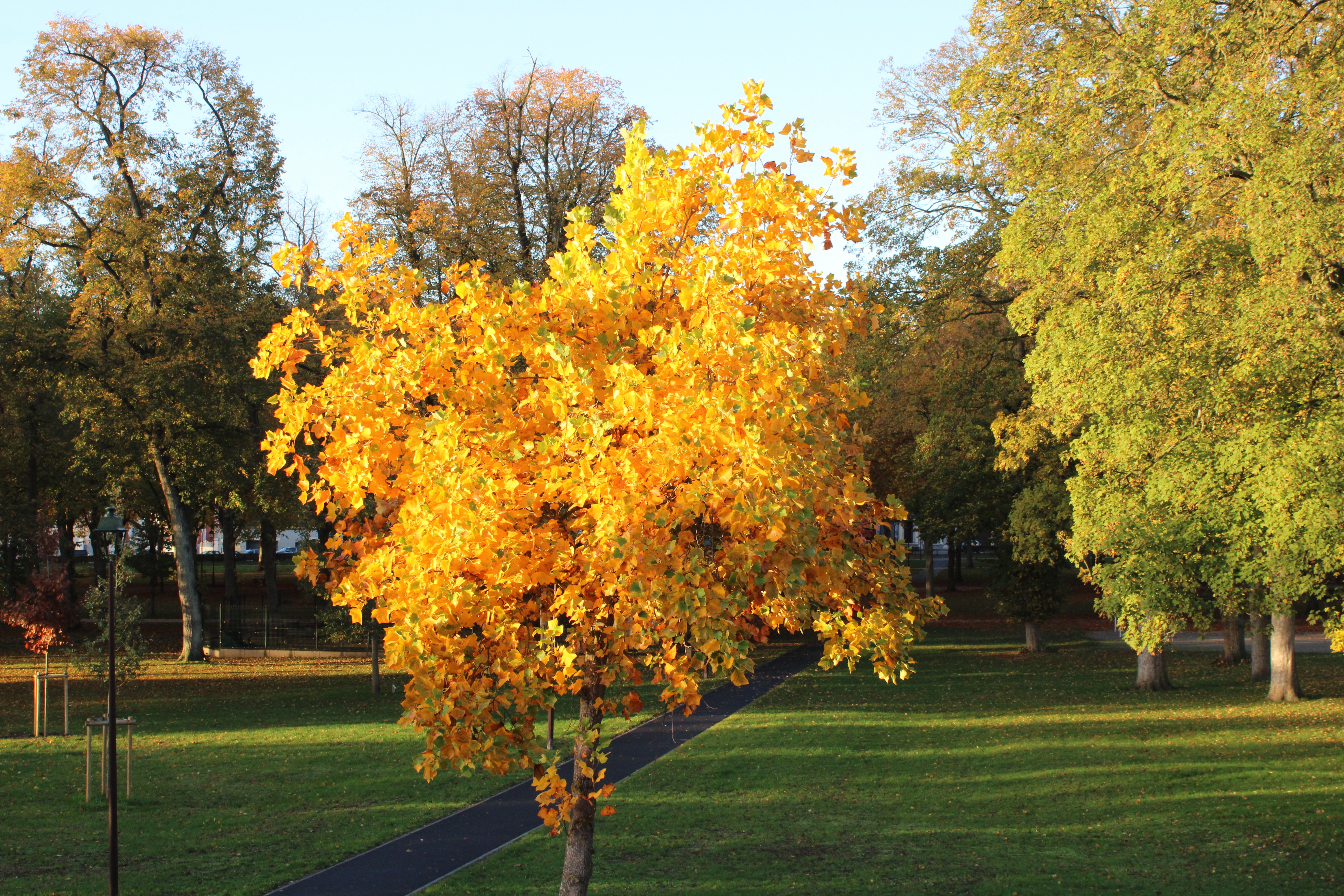
Un des tulipiers de Virginie sur le pourtour des Champs-Élysées.
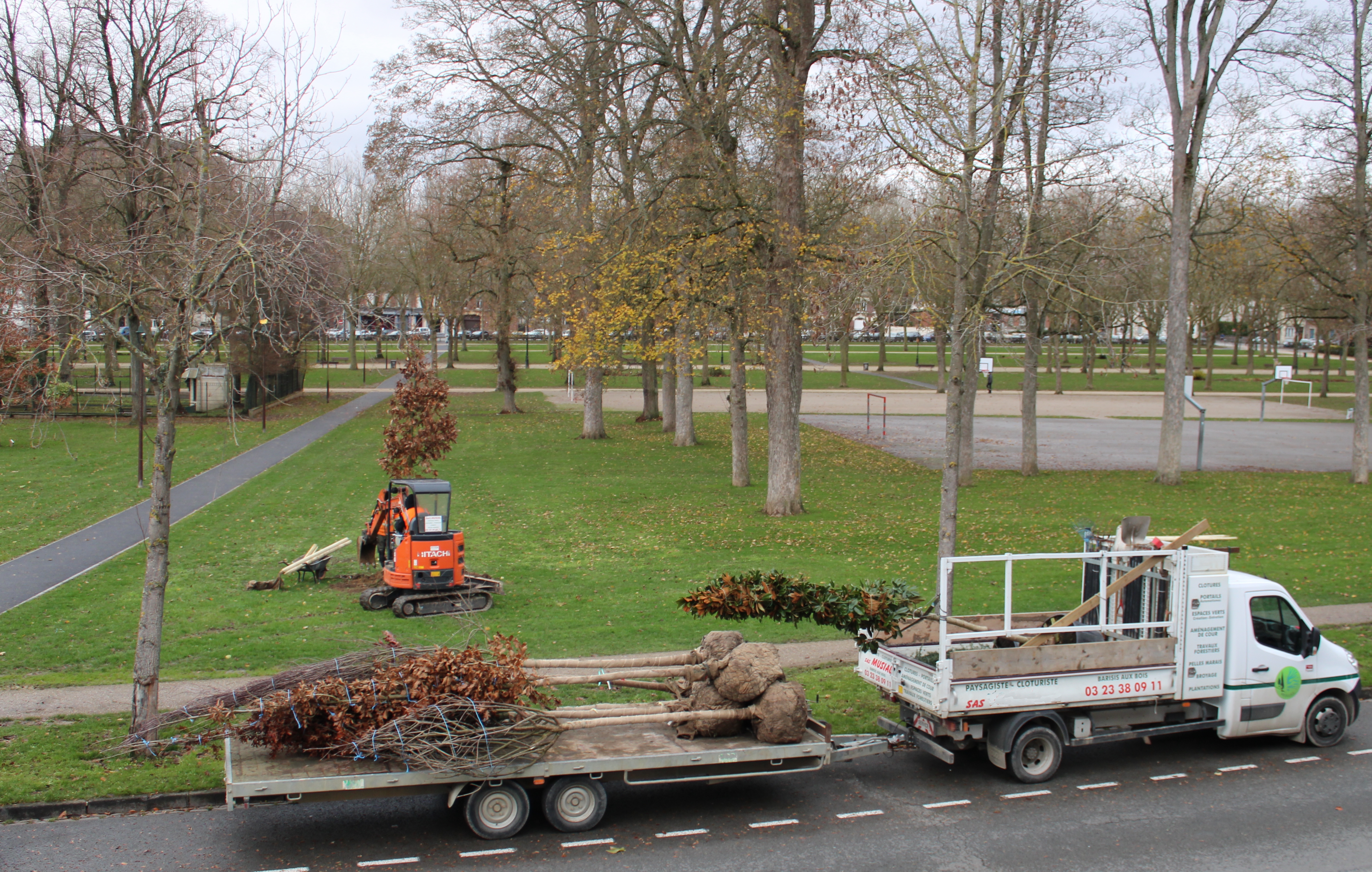
Plantation de nouveaux arbres en décembre 2020.

## Le jardin d'horticulture
En 1870, la Société d'horticulture, créée en 1864, obtient de la ville un terrain abandonné situé au nord des Champs-Élysées pour y établir un jardin d'agrément. Sur les plans de l'architecte Joseph Chérier, un chalet a été construit.
Évoluant au fil du temps, ce jardin comporte de nos jours de nombreuses essences, quelques statues, un bassin avec un jet d'eau…

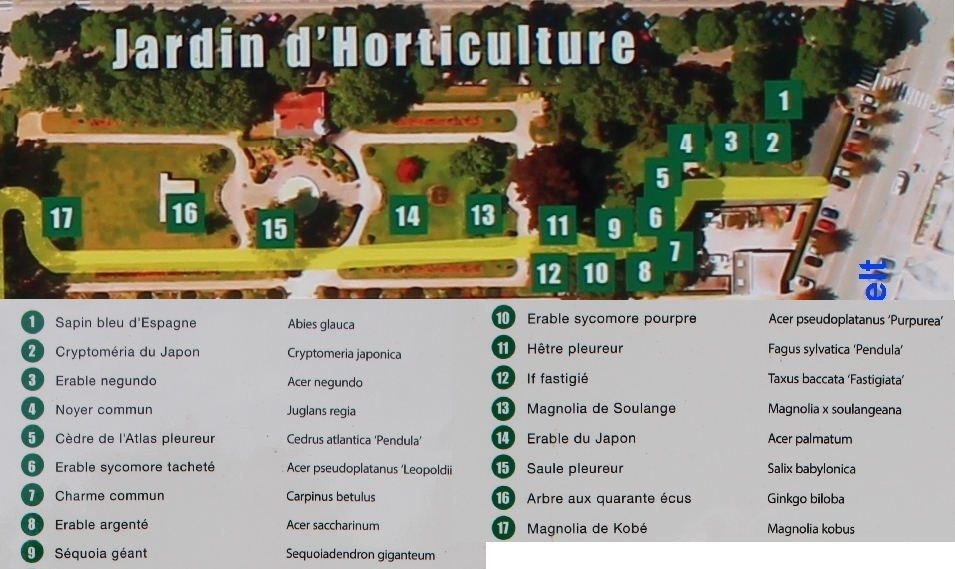
Plan du jardin d'horticulture avec ses 17 essences remarquables.</center

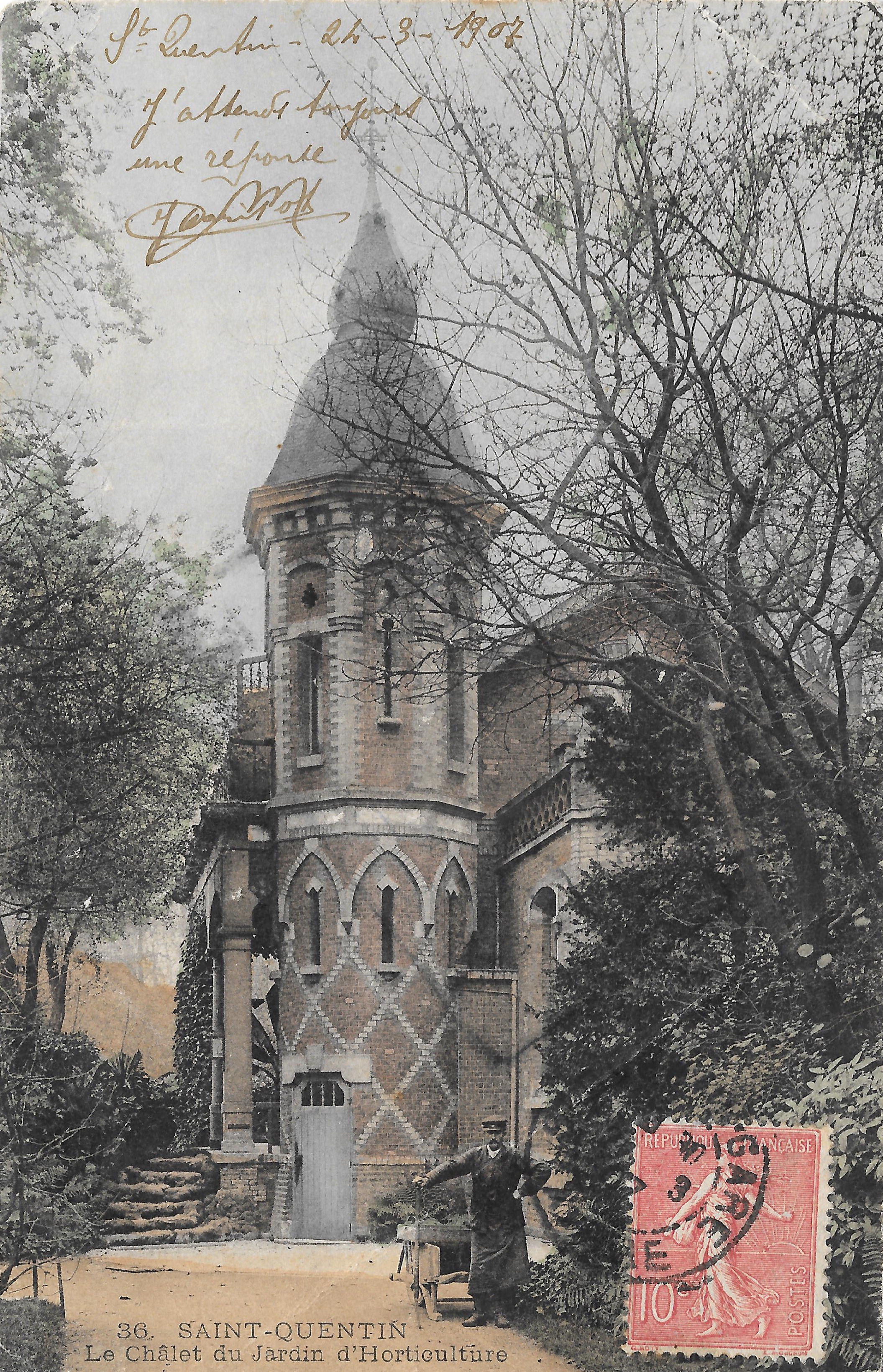
Carte postale du chalet en 1907.
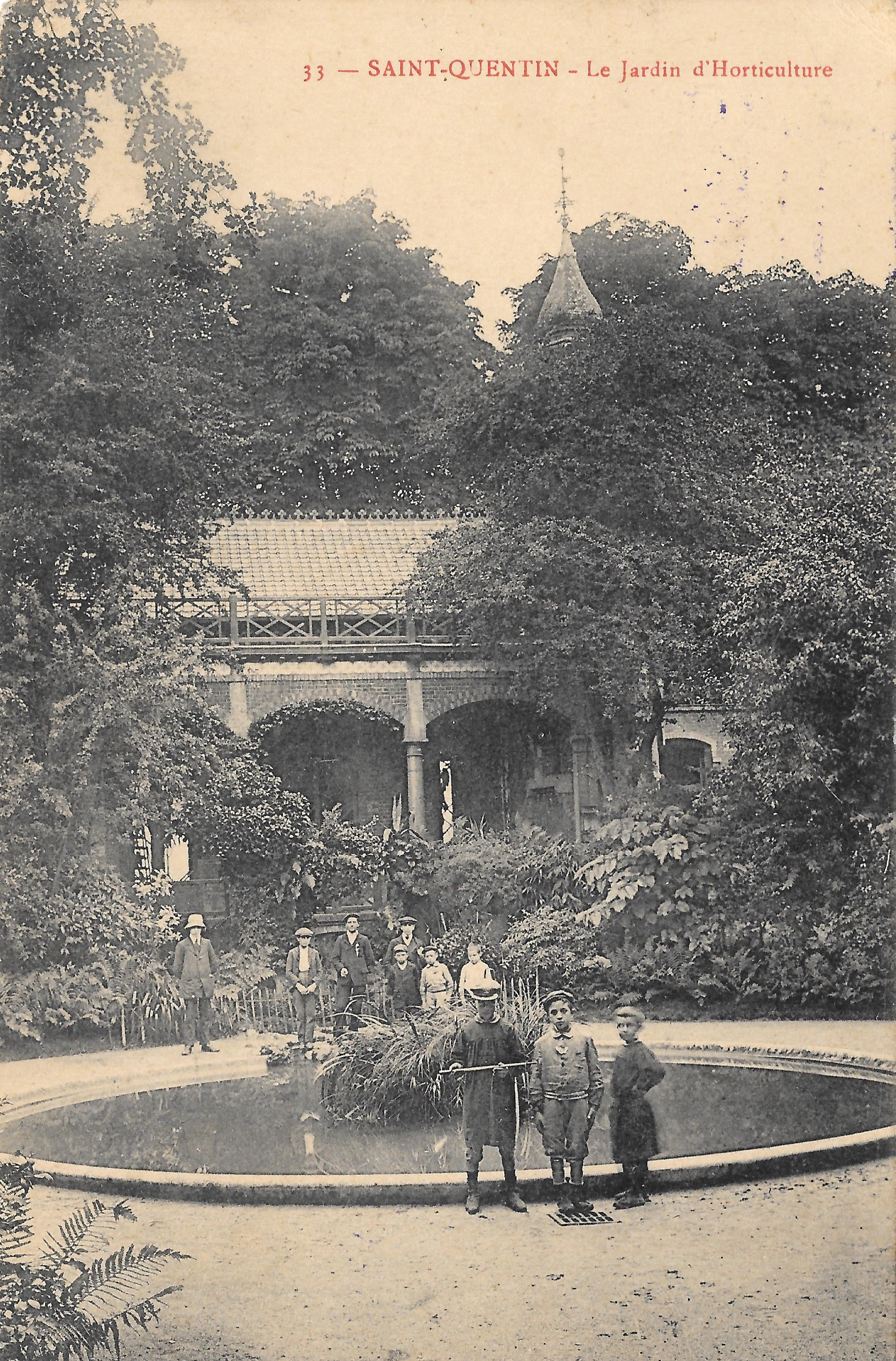
Le bassin du Jardin d'horticulture.
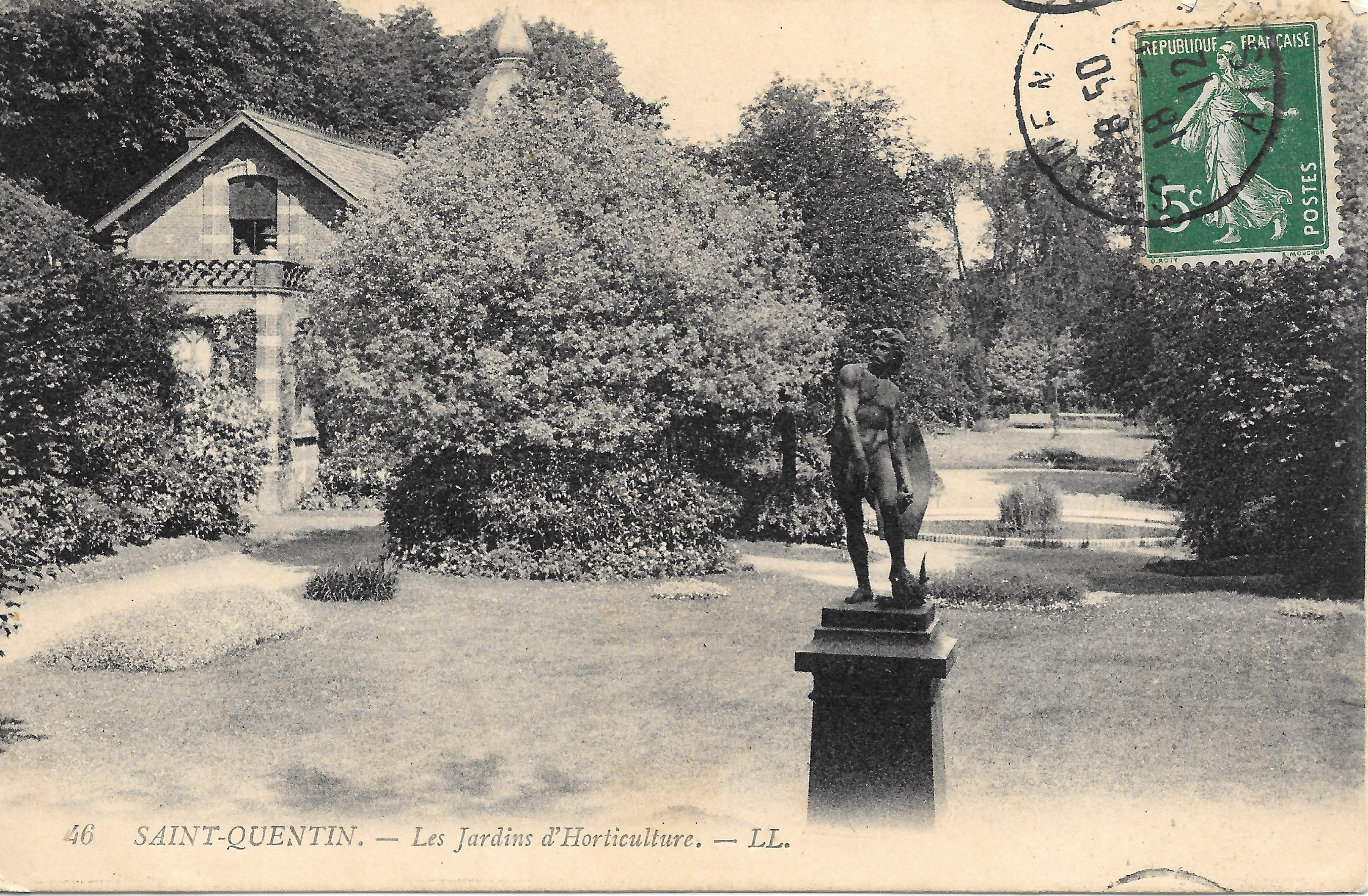
Carte postale d'avant 1914.

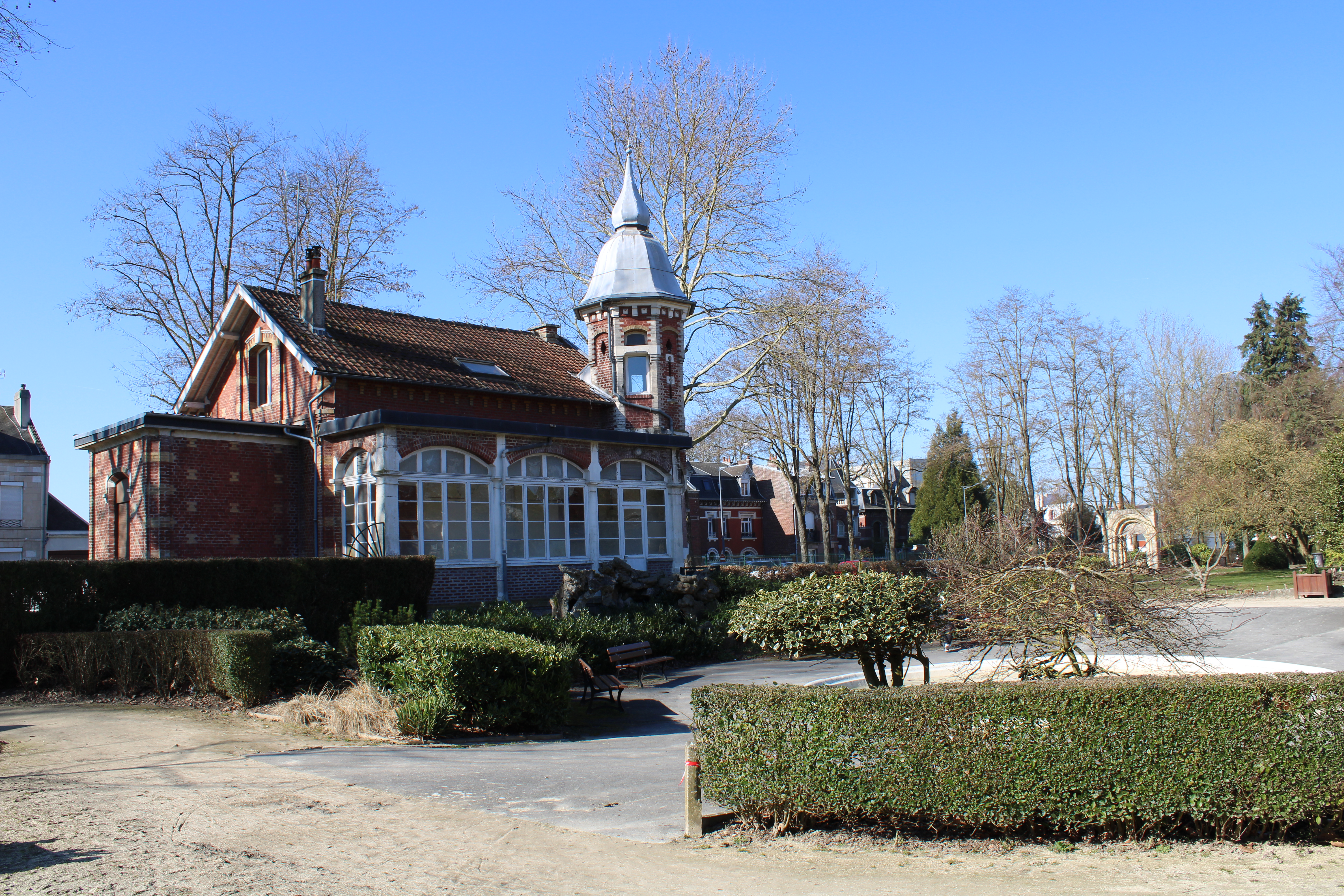
Le chalet du Jardin d'horticulture
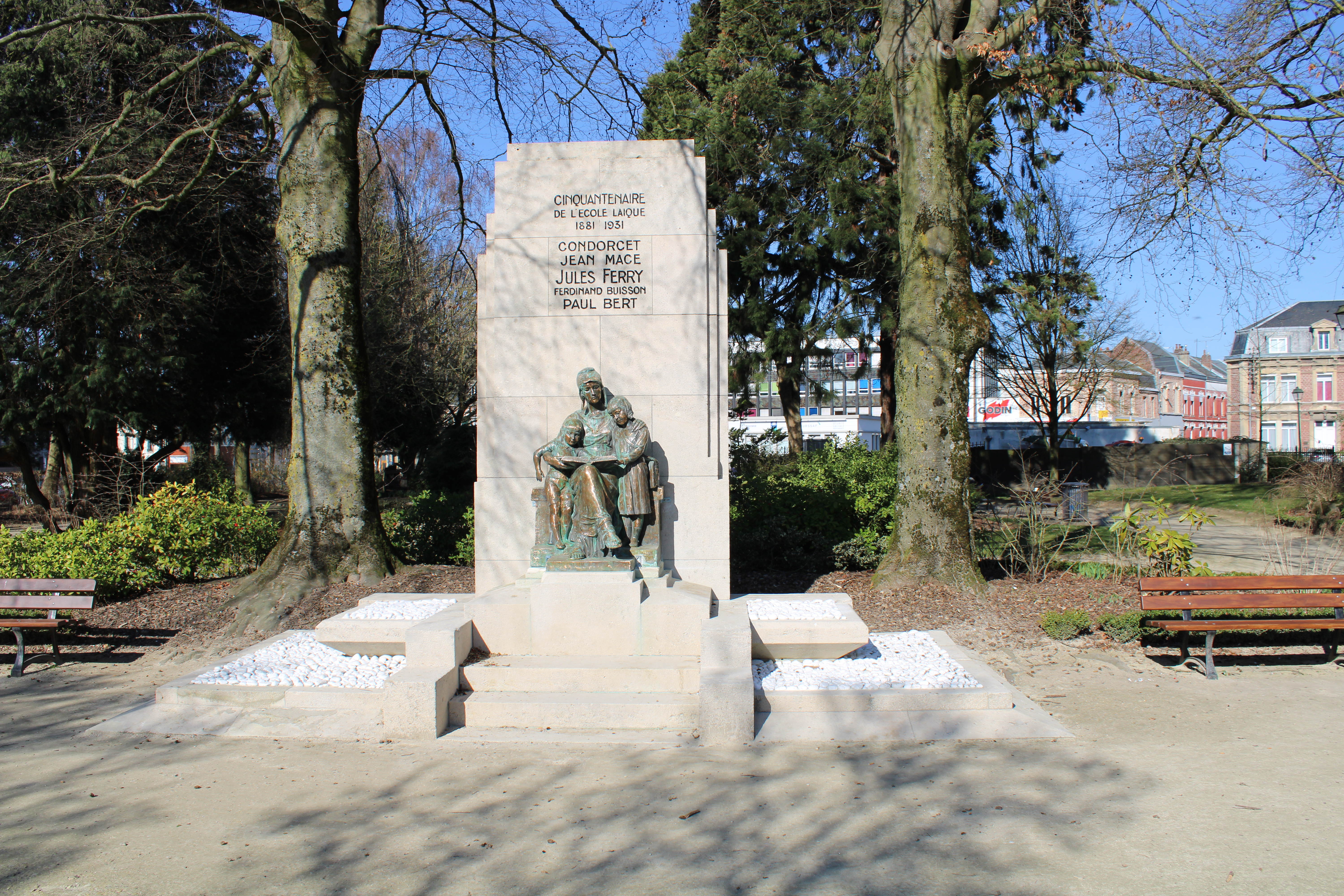
Monument en hommage au Cinquantenaire de l’École laïque
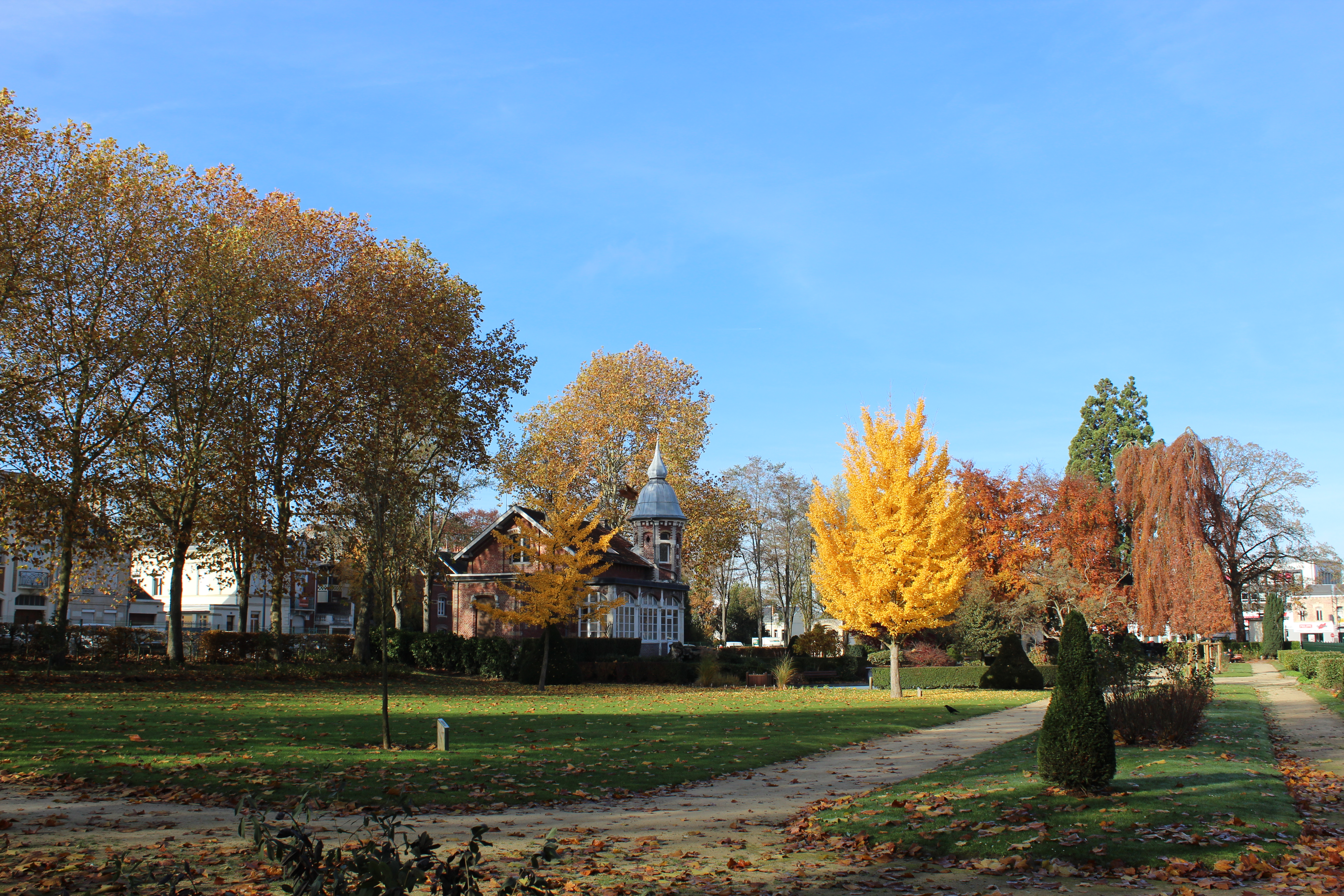
Couleurs d'automne au Jardin d'horticulture.
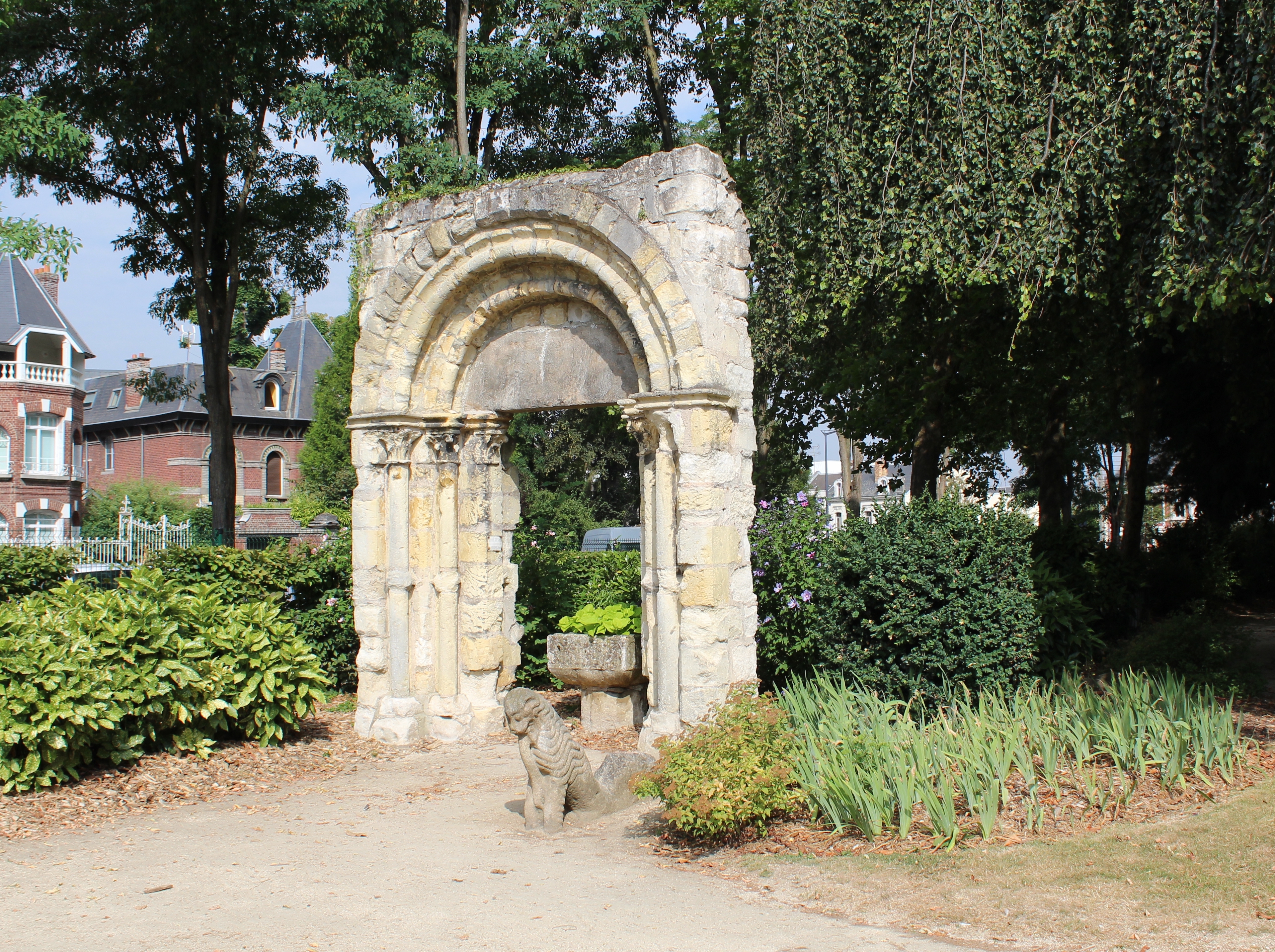
Portail de l'ancienne église de Douchy (XIIe siècle) installé dans le Jardin d'horticulture.

## La Fontaine de Vasson
Mme de Guerbigny-Vasson fit, en 1908, un legs de 180 000 francs à la ville en vue d'édifier une fontaine monumentale aux Champs-Élysées à la gloire de l'agriculture.
C'est au bord de l'avenue de Remicourt, juste en face de l'allée centrale du parc, que fut construite en 1913 la Fontaine de Vasson dont l'élément central était un bœuf énorme.
Très endommagée pendant la Grande Guerre, surtout lors des combats d'octobre 1918, elle fut rénovée au début des années 1920.
Ayant subi de nouveaux dégâts en 1944, peu appréciée des Saint-Quentinois qui la surnommaient La Vache, elle fut finalement démolie en 1966 pour faire place au Palais des Sports .

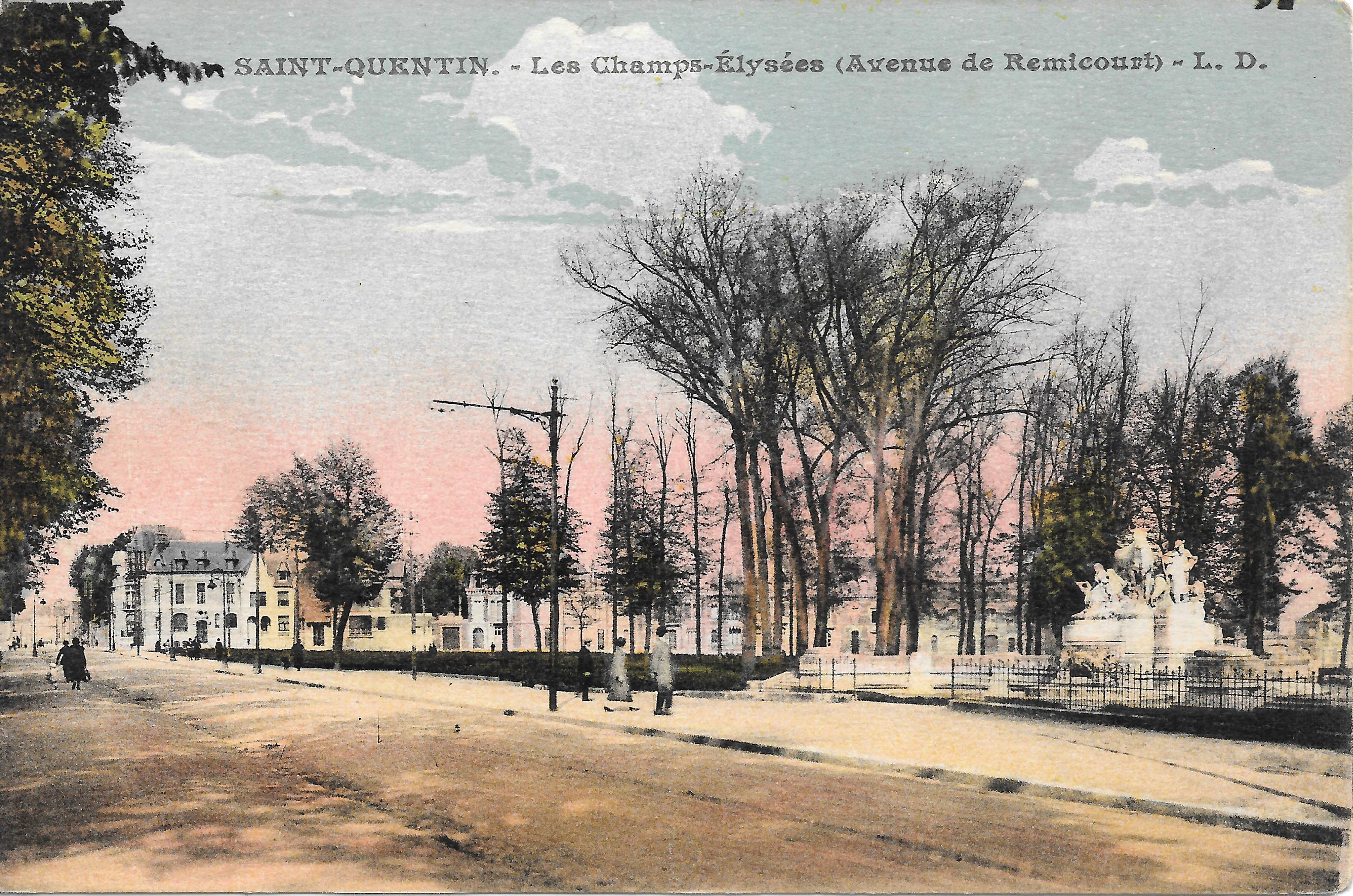
Vue globale de la Fontaine au milieu de l'avenue de Remicourt.
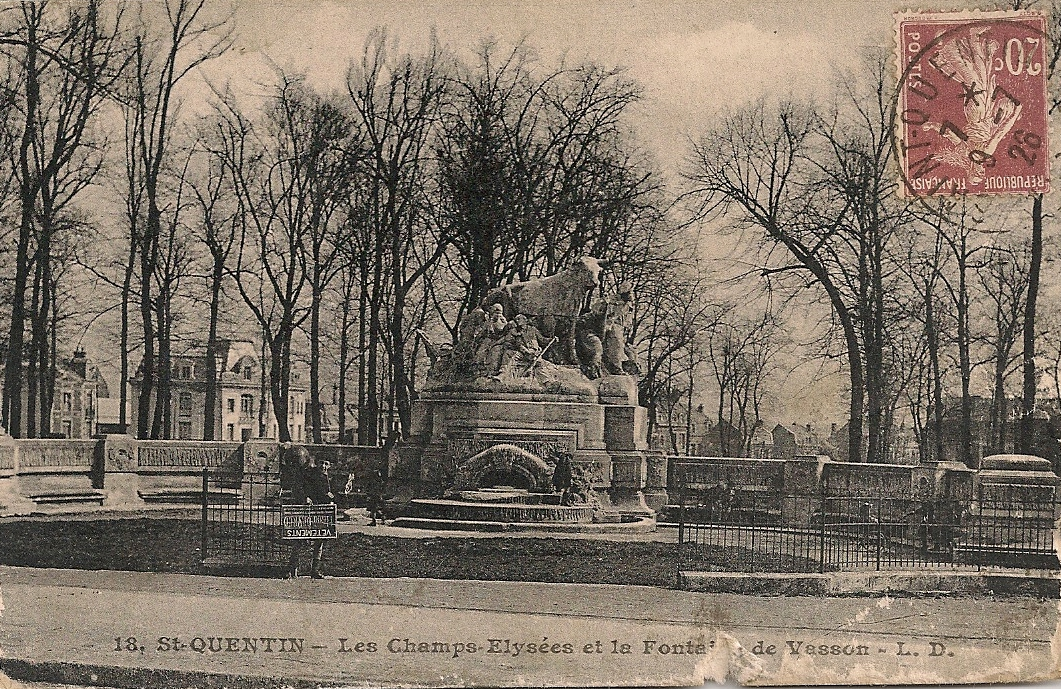
Vue d'ensemble de la fontaine après sa restauration en 1926.
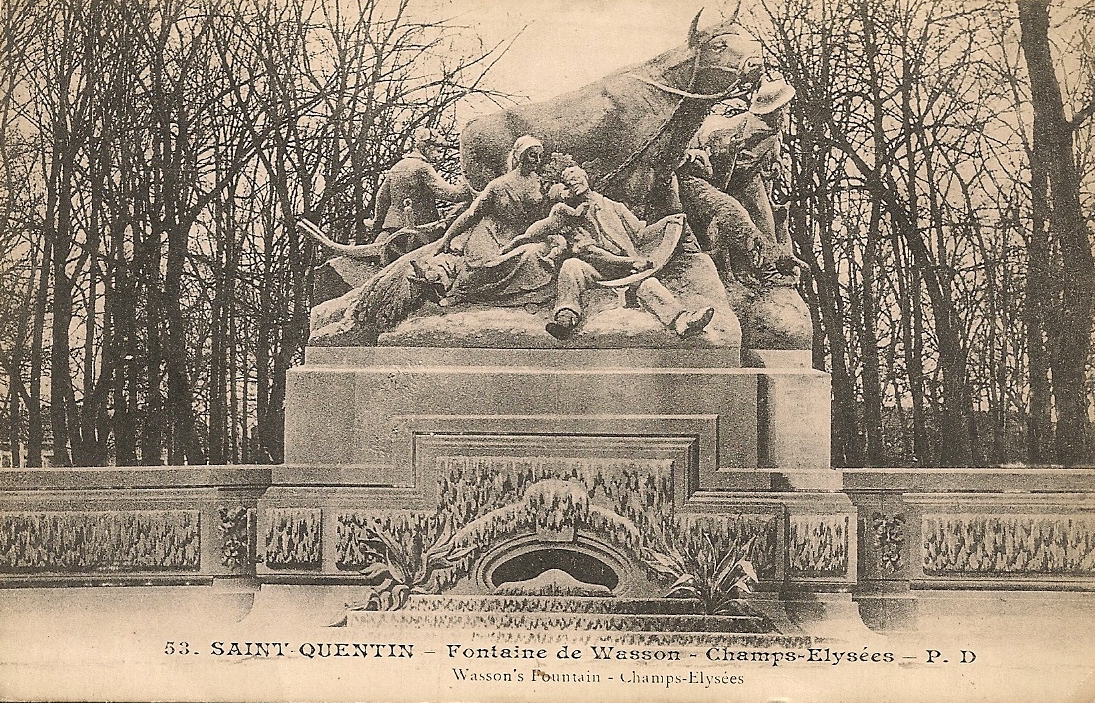
Gros plan sur la sculpture centrale : un bœuf dominant un faucheur  qui aiguise sa faux, embrassé par son fils, son épouse qui lui apporte son repas, à gauche un laboureur et sa charrue, à droite un berger.
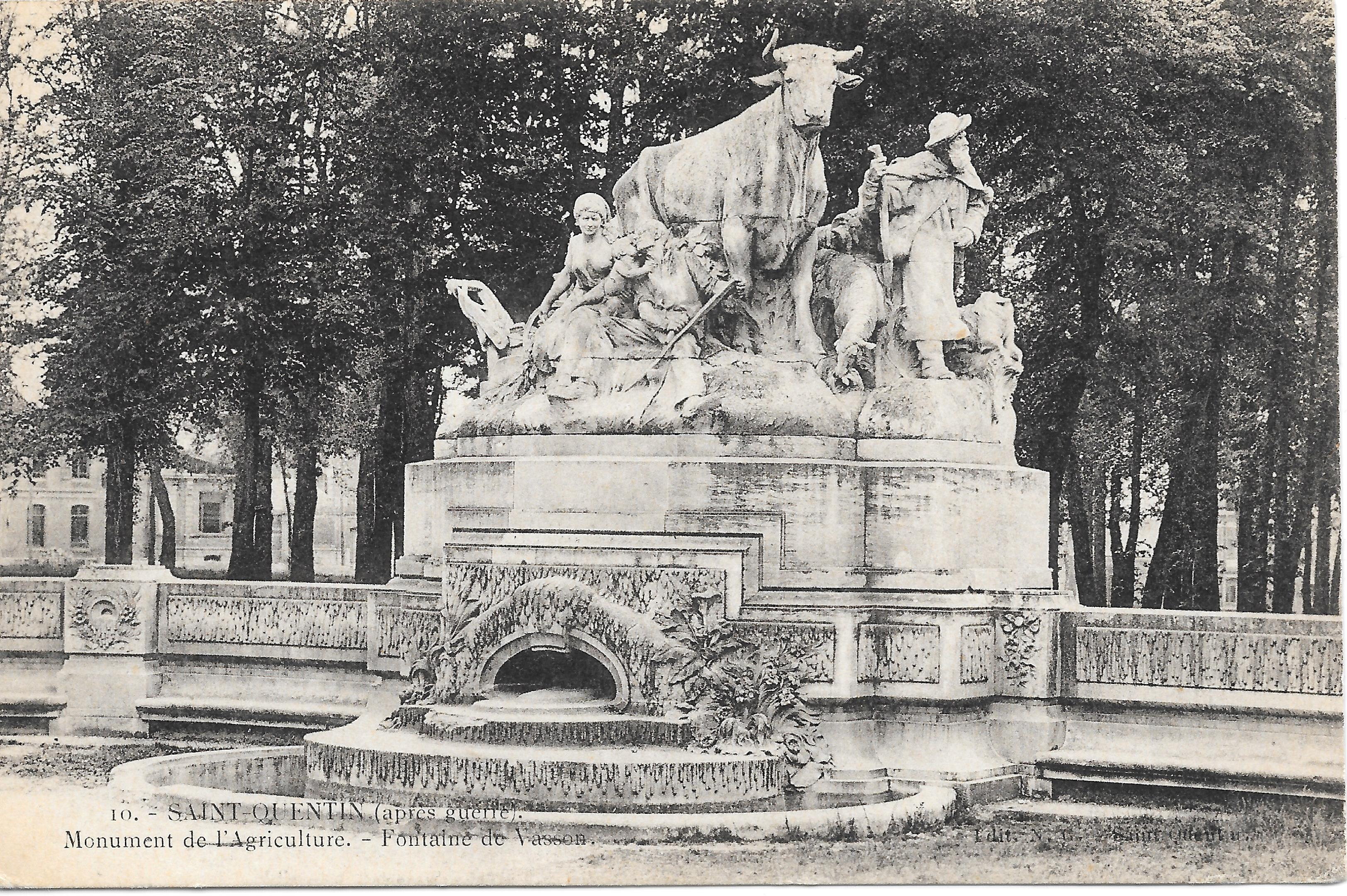
Le berger accompagné de son chien.

## Le kiosque
Monument emblématique des Champs-Élysées, le kiosque, qui trône à l'intersection de l'allée centrale et des allées Florent-Débuisson et Moïse-Godet, fut inauguré en août 1877. Chaque dimanche, pendant près d'un siècle, il était le rendez-vous incontournable des Saint-Quentinois qui s'y promenaient en écoutant le concert donné par la musique du 87e régiment d'infanterie ou de l'harmonie municipale.
Comme le prouve la carte postale de 1919, le kiosque fut épargné lors des combats d'octobre 1918.

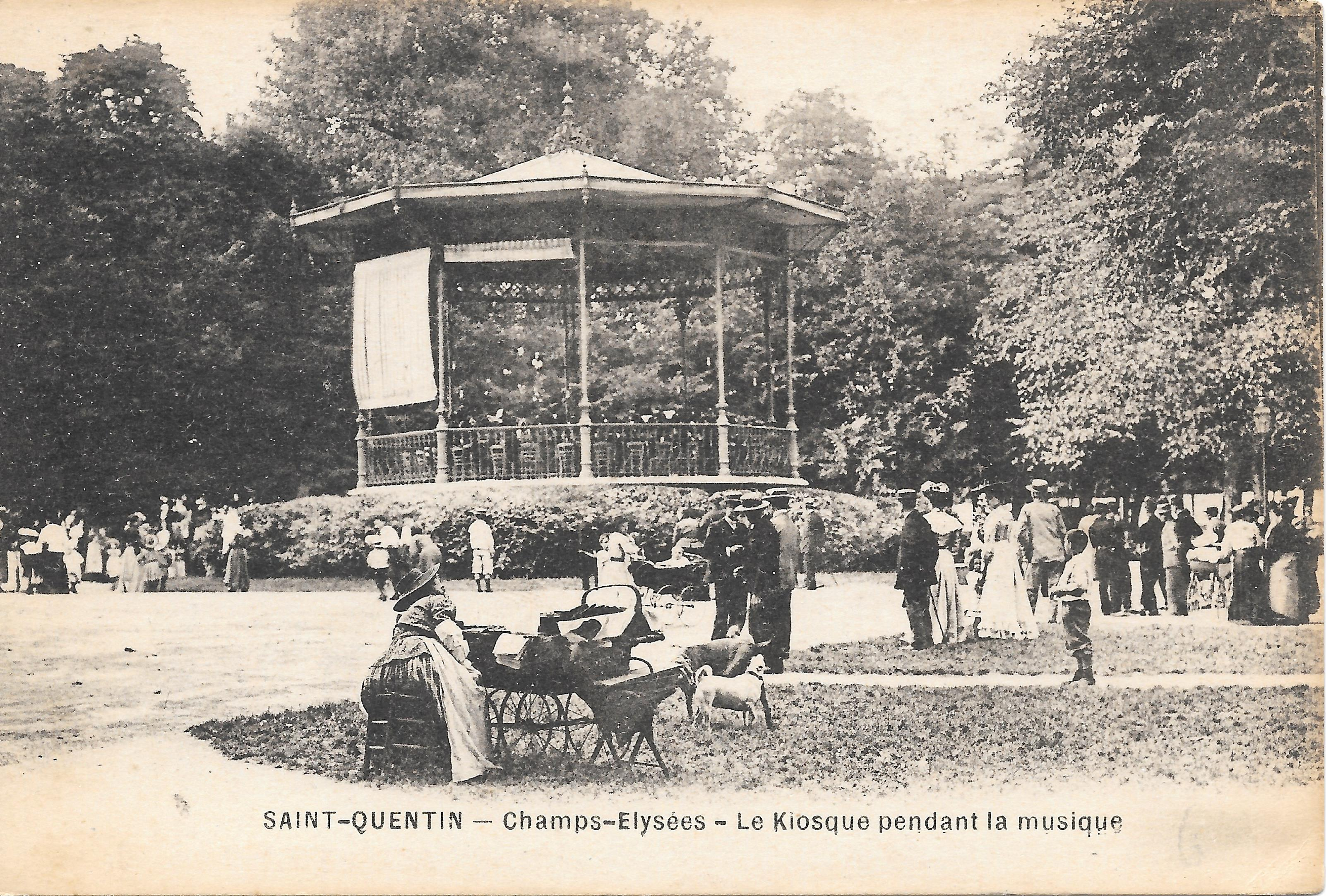
Carte postale de 1905 un jour de concert.
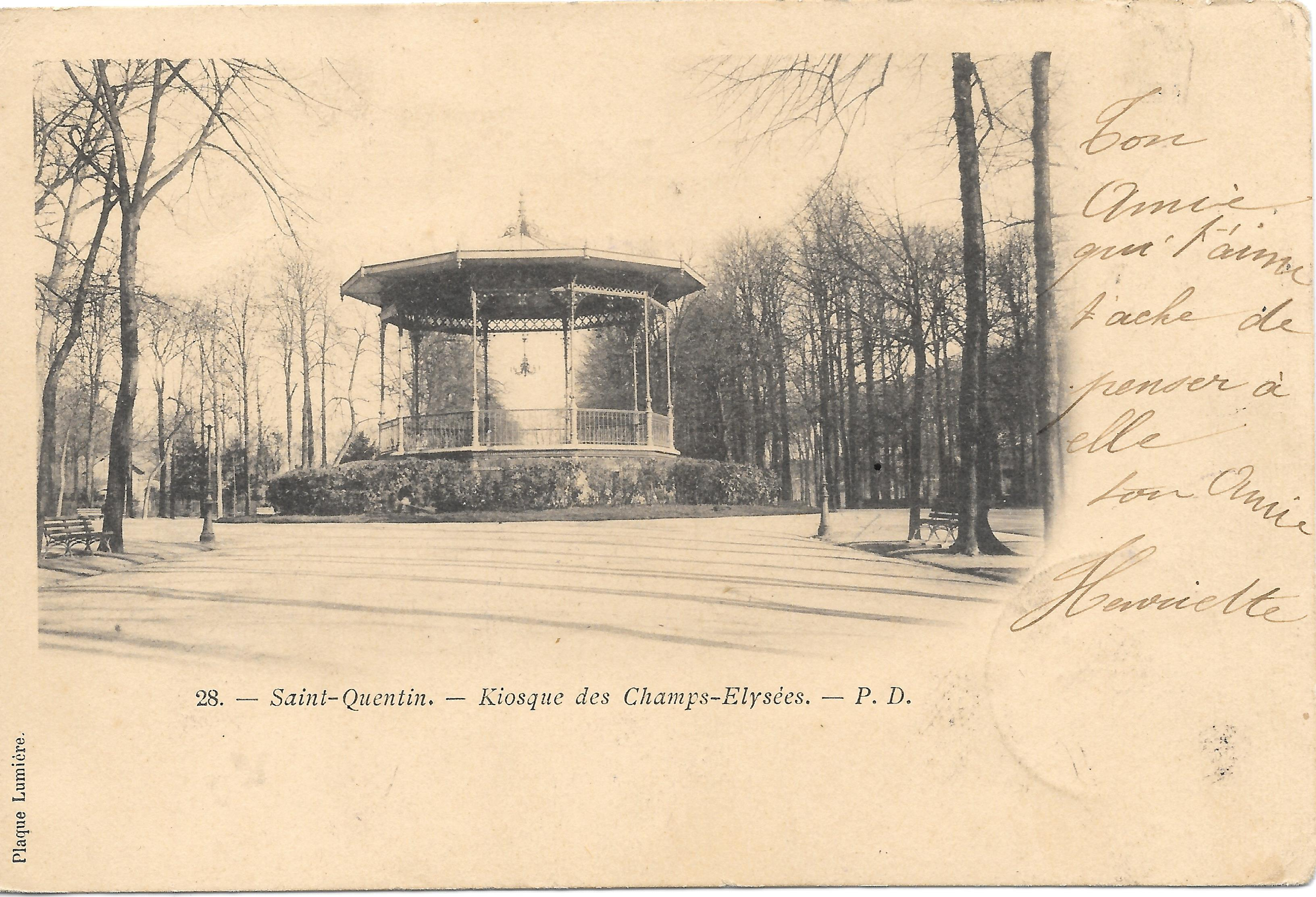
Carte postale (vers 1900).
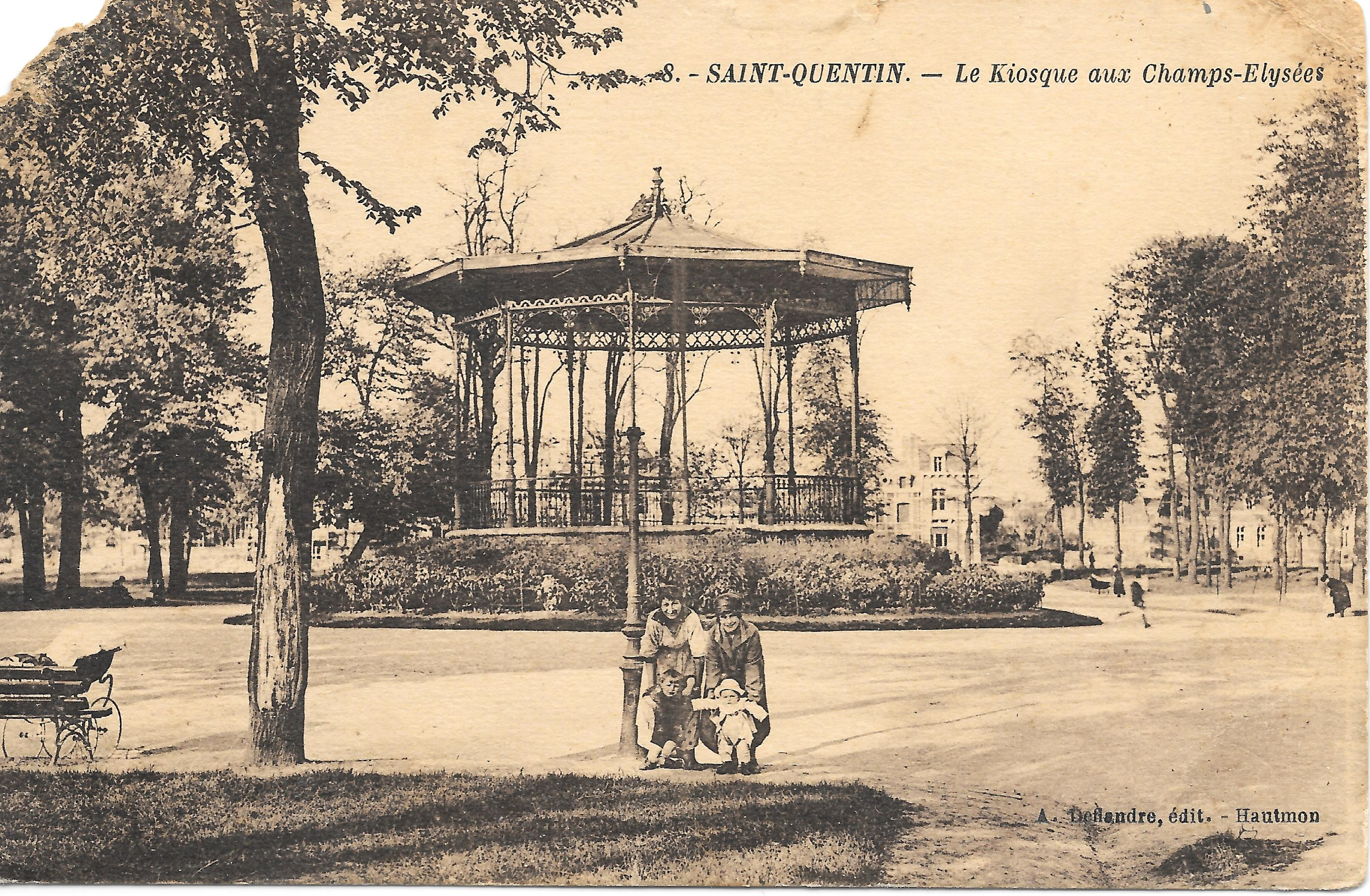
Carte postale du kiosque avant 1914.
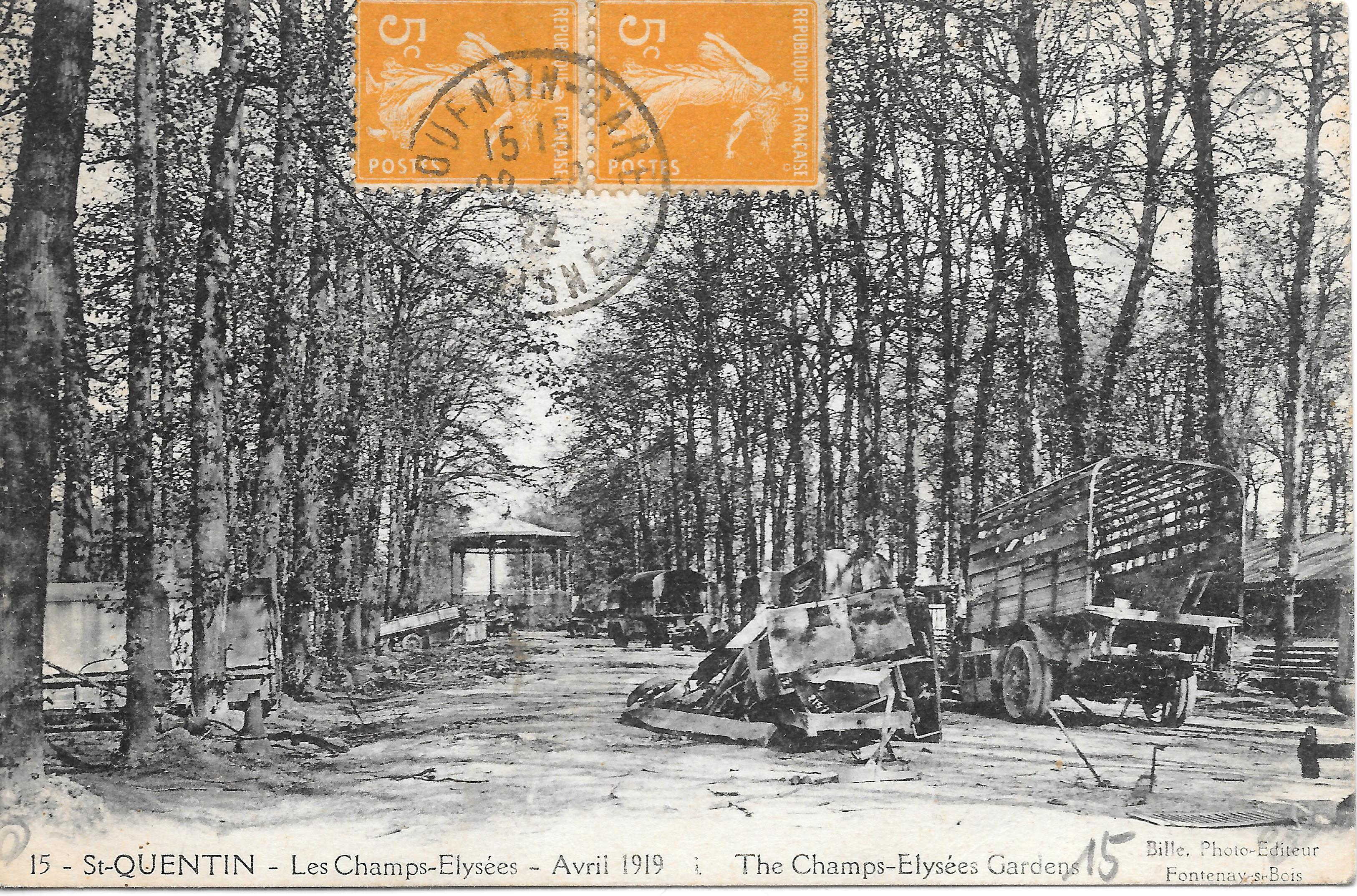
L'allée centrale et le kiosque en 1919.
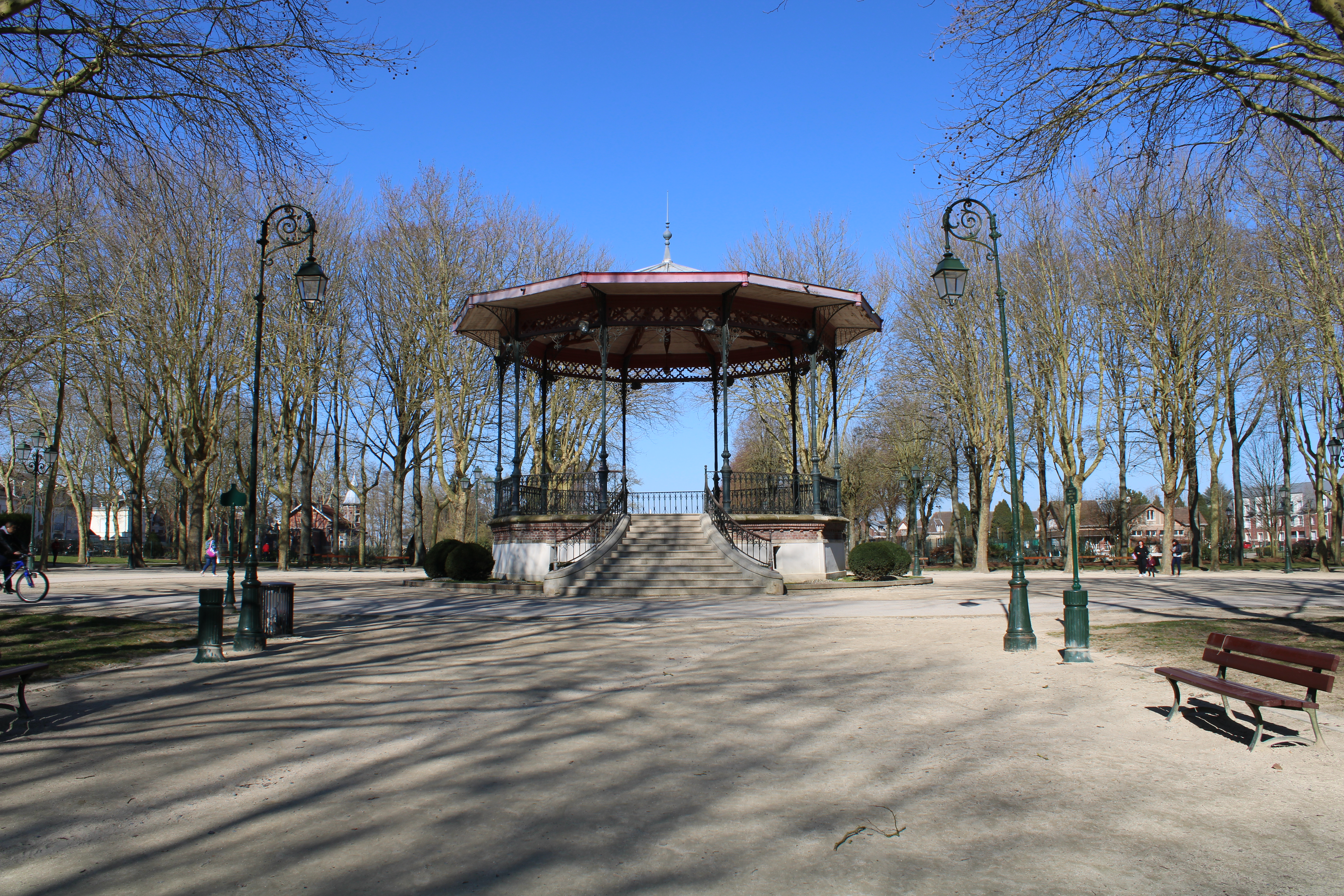
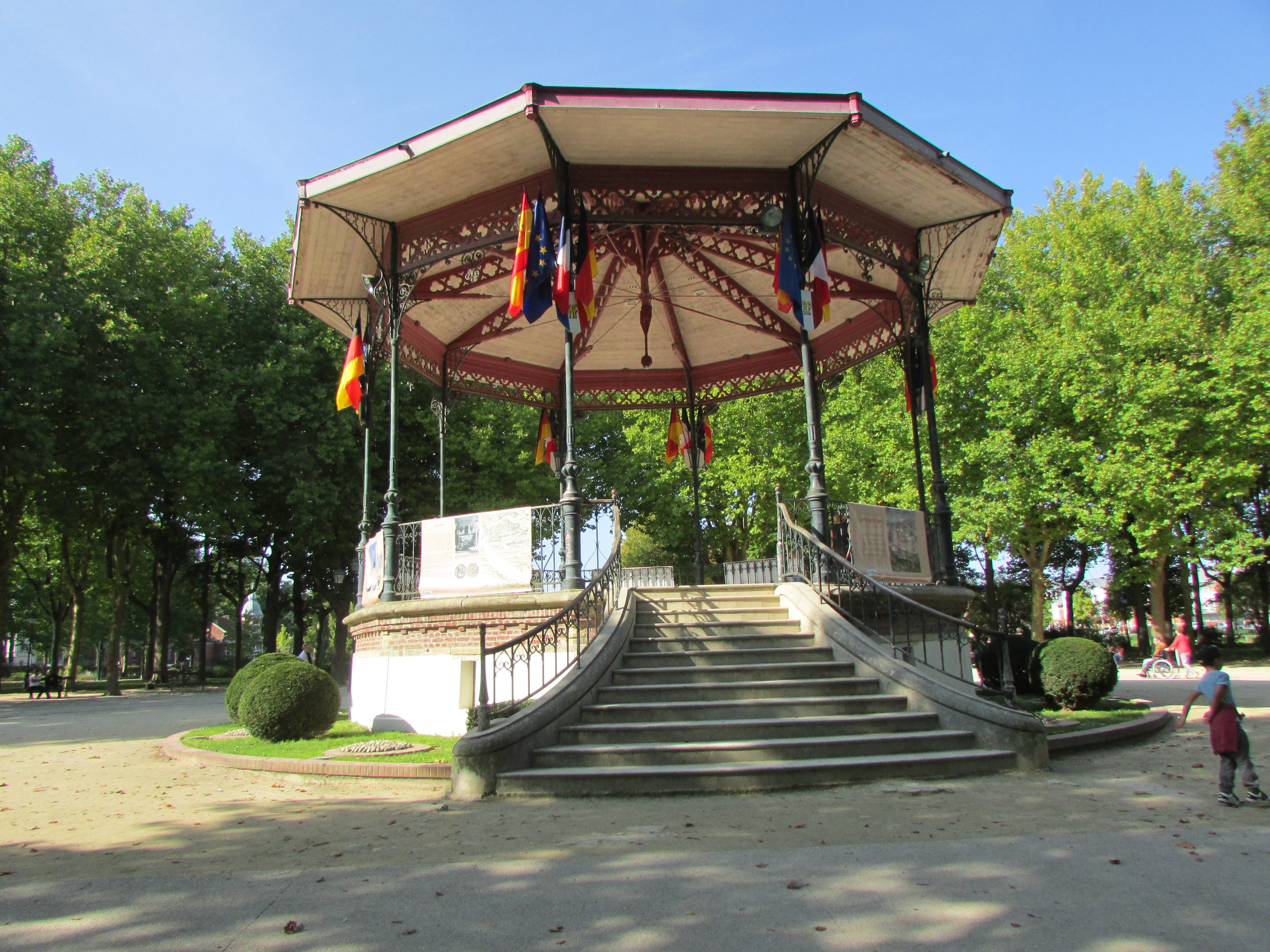
Le kiosque pavoisé.
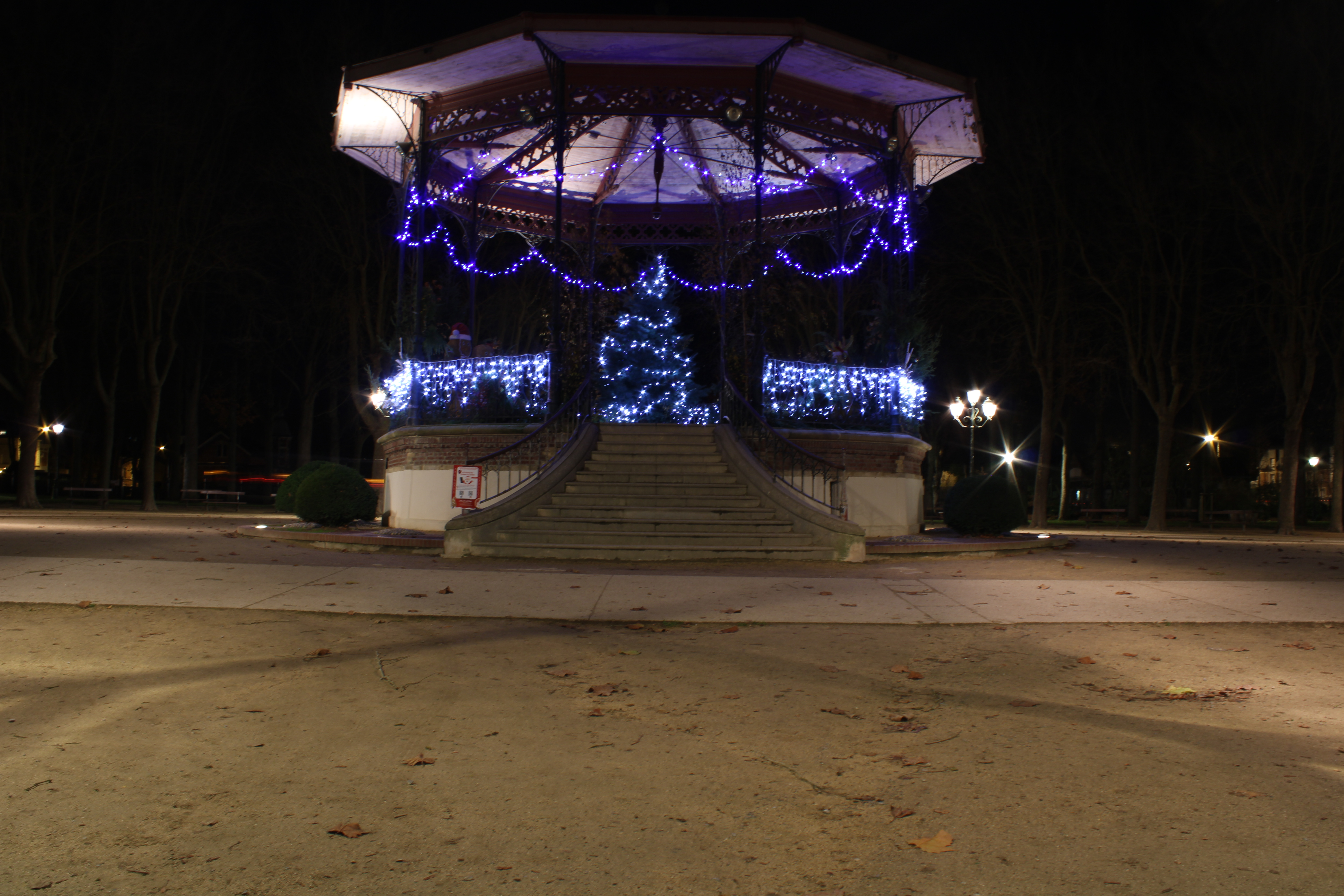
Le kiosque, illuminations de Noël 2020.
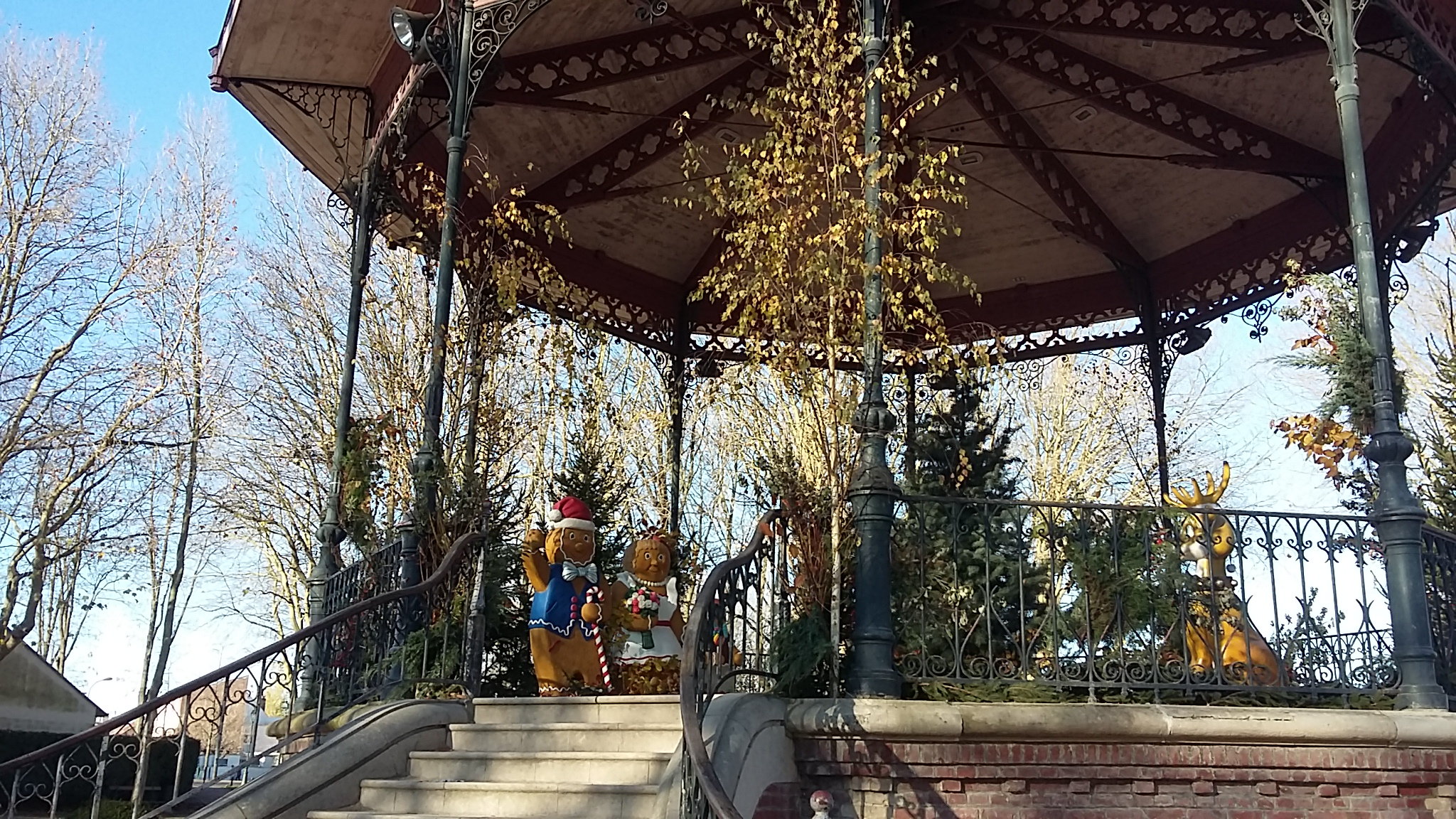
Décorations de Noël 2020.

## Les Champs-Élysées au fil des saisons

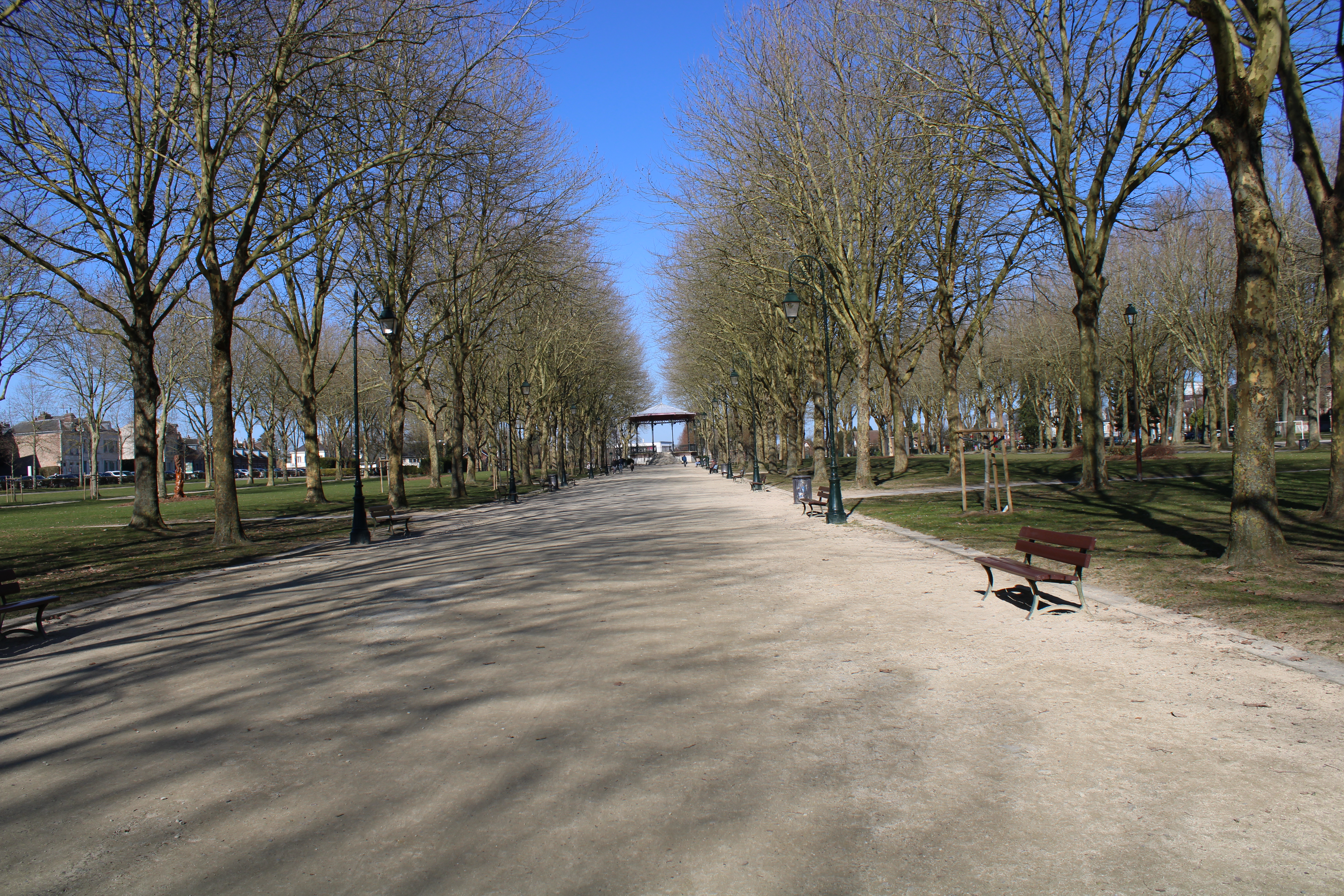
Printemps.
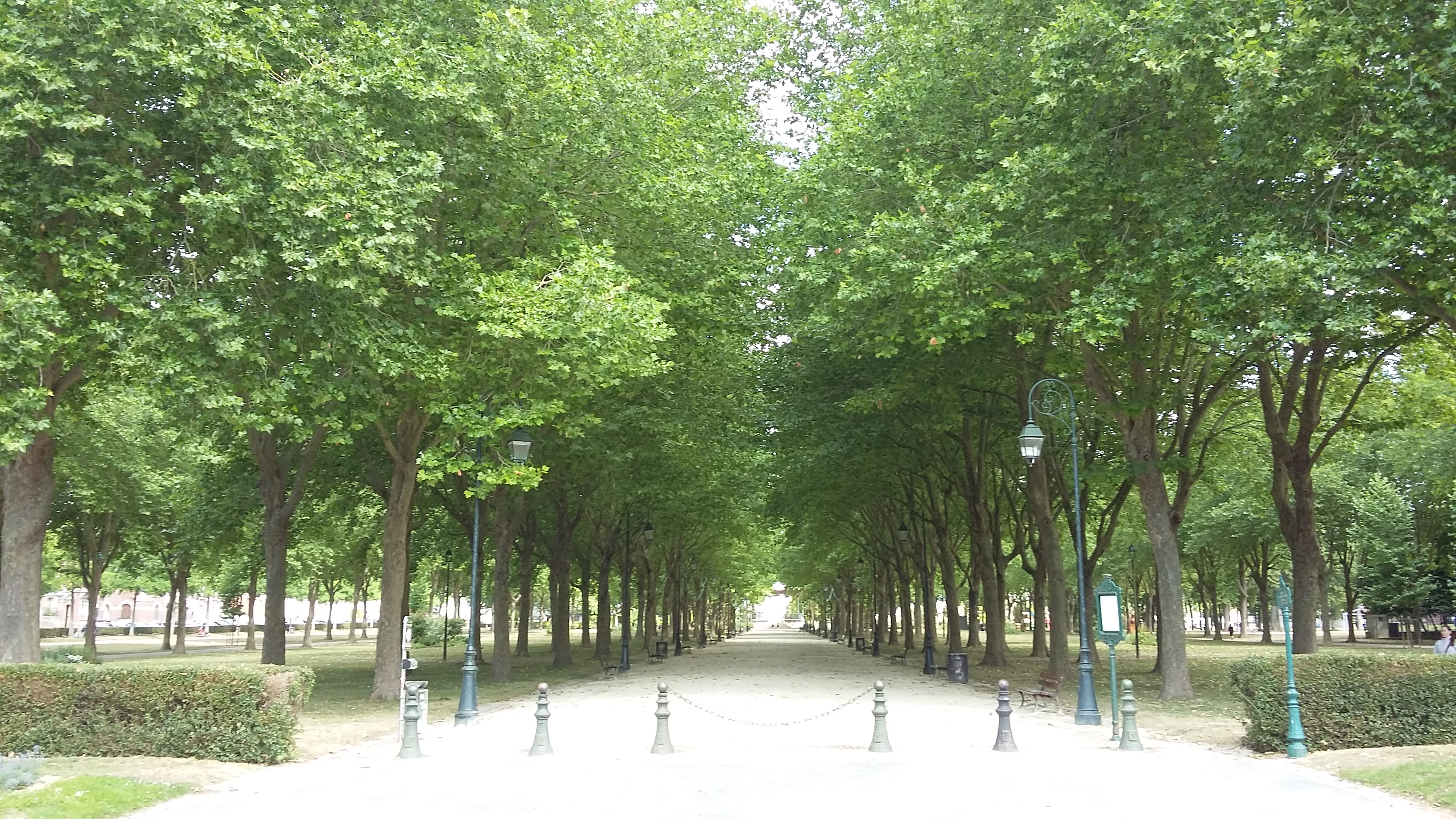
Ombrage d'été.
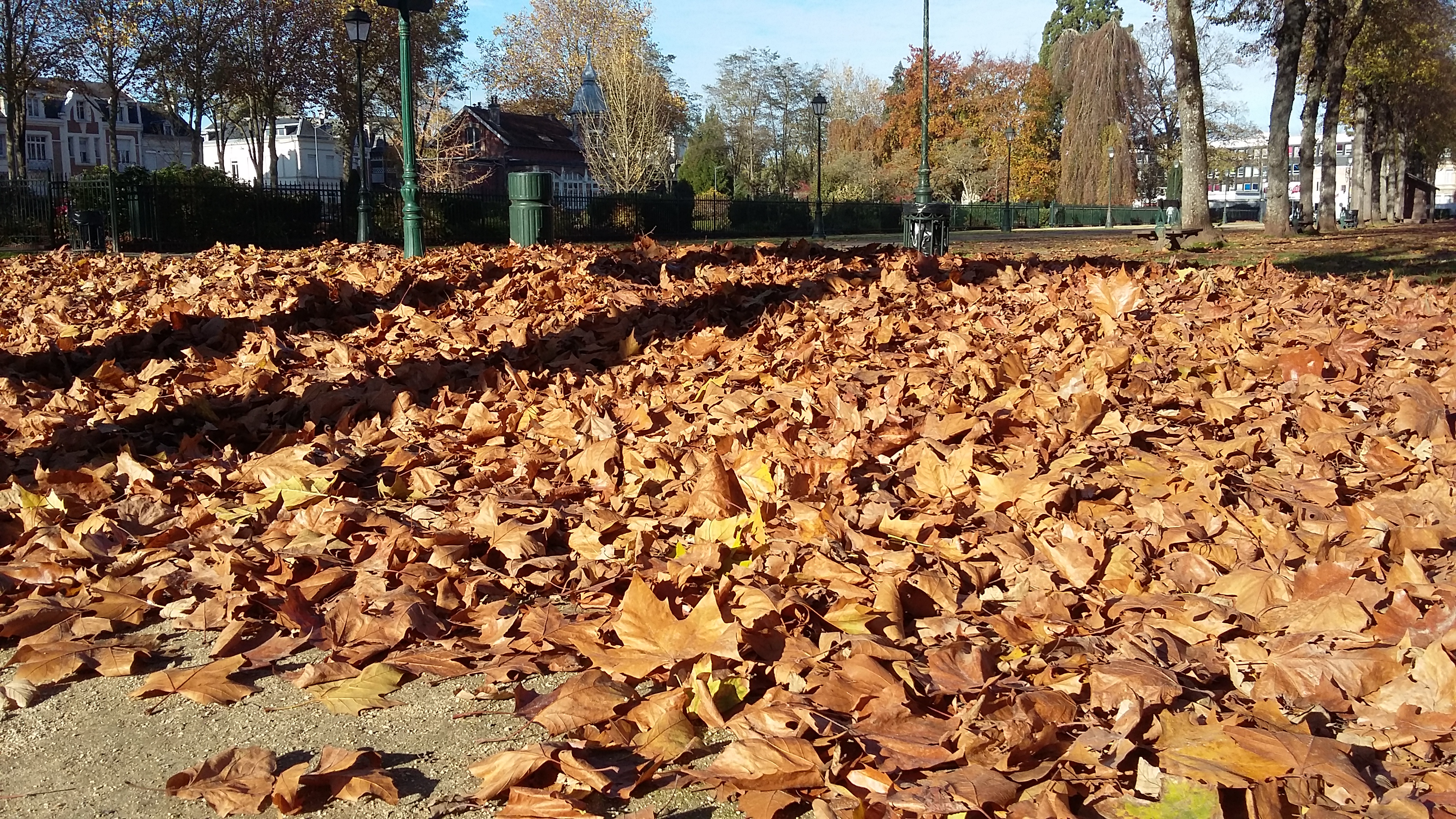
...les feuilles mortes se ramassent à la pelle...
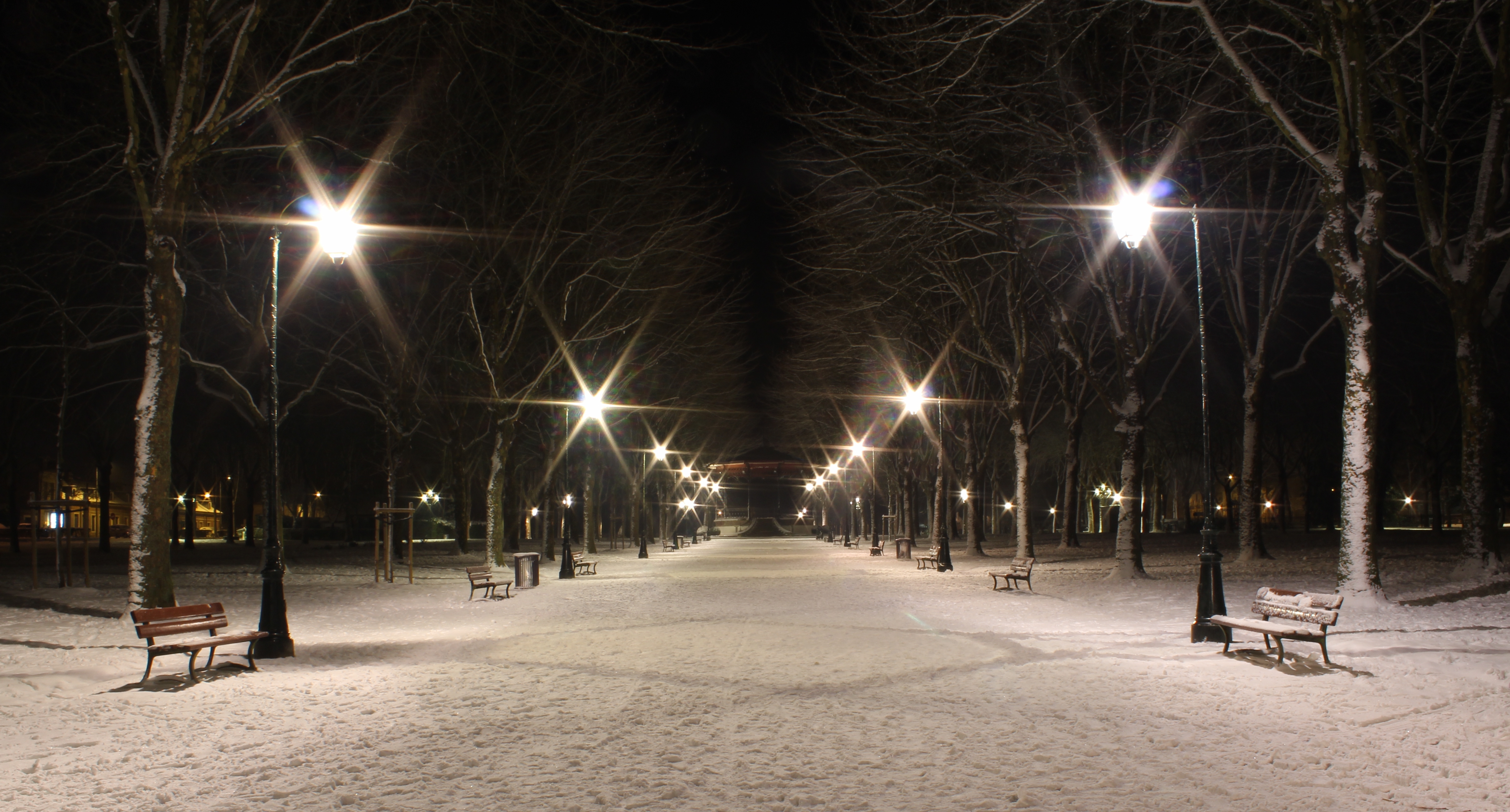
Sous la neige.
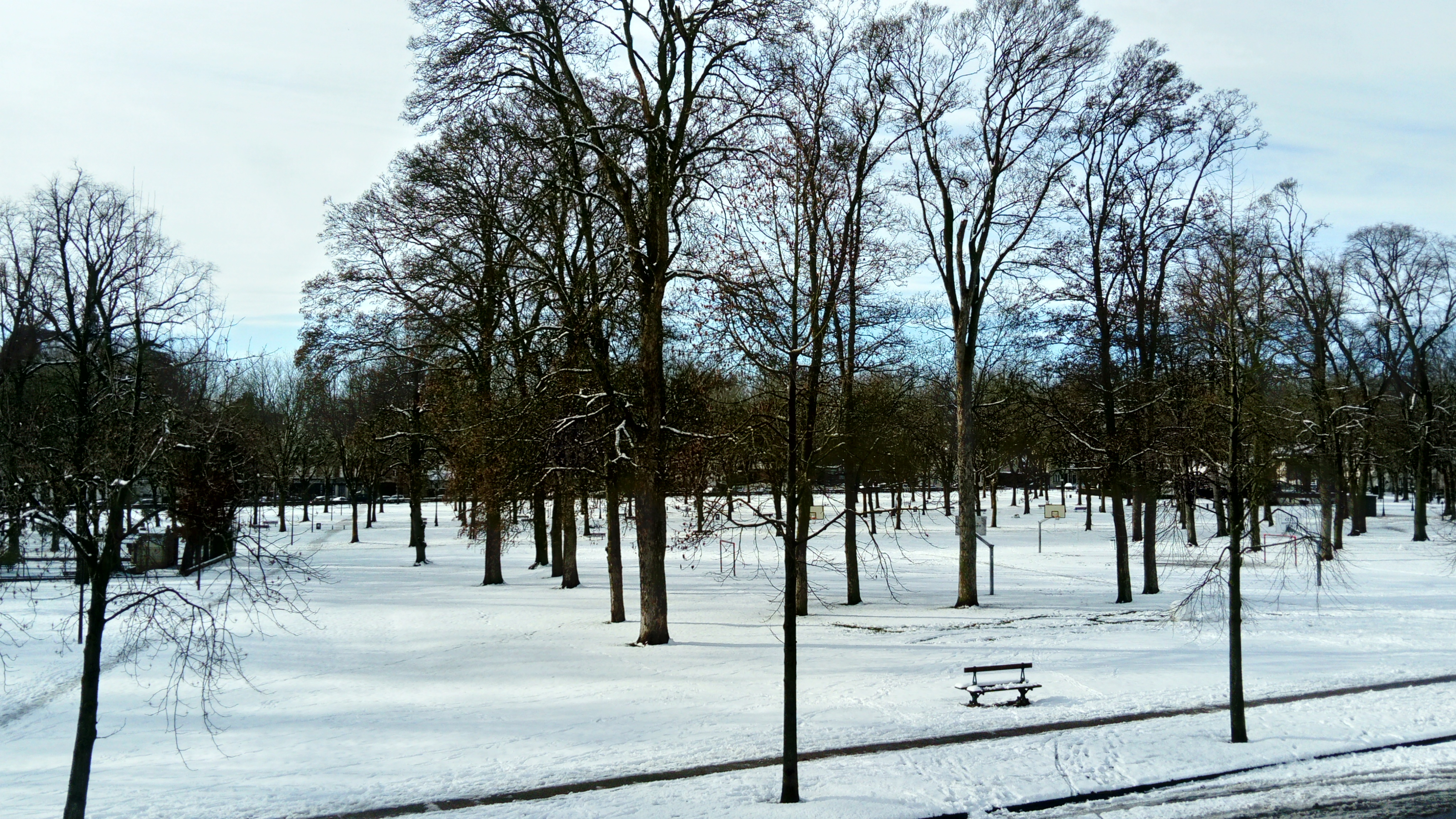
Sous la neige.
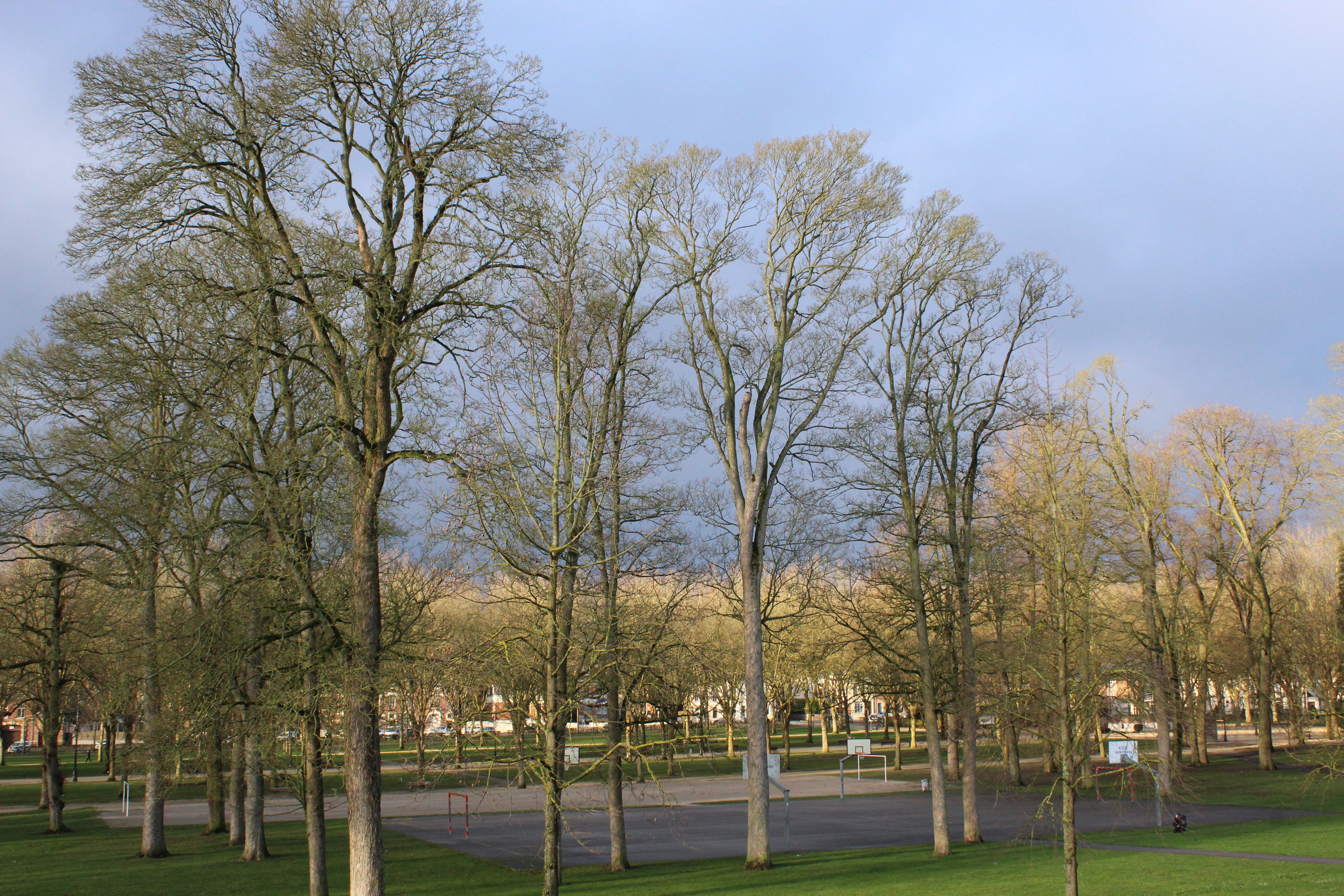
En hiver.
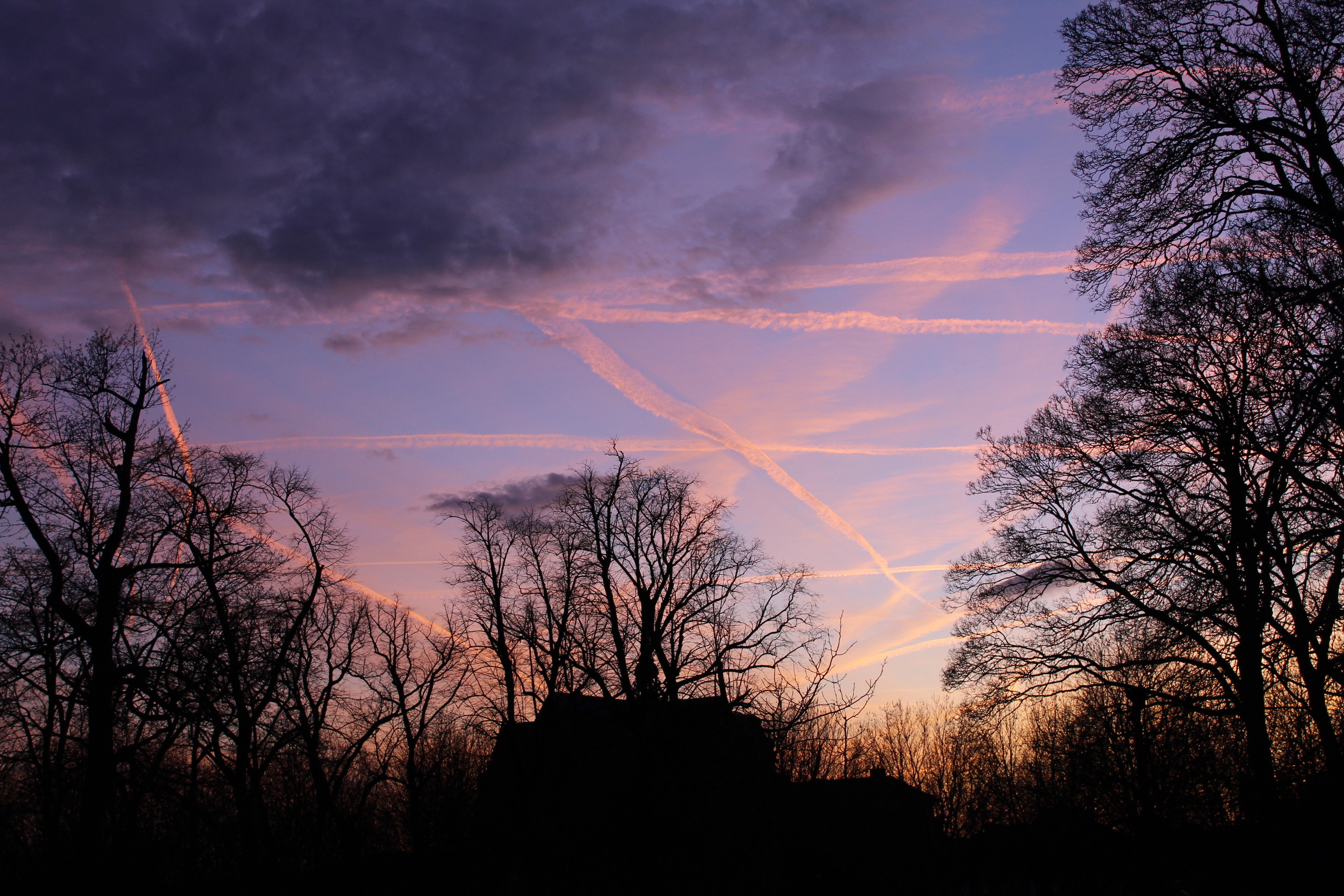
Ciel d'hiver au-dessus des Champs-Élysées.

## Les Champs-Élysées au fil du temps

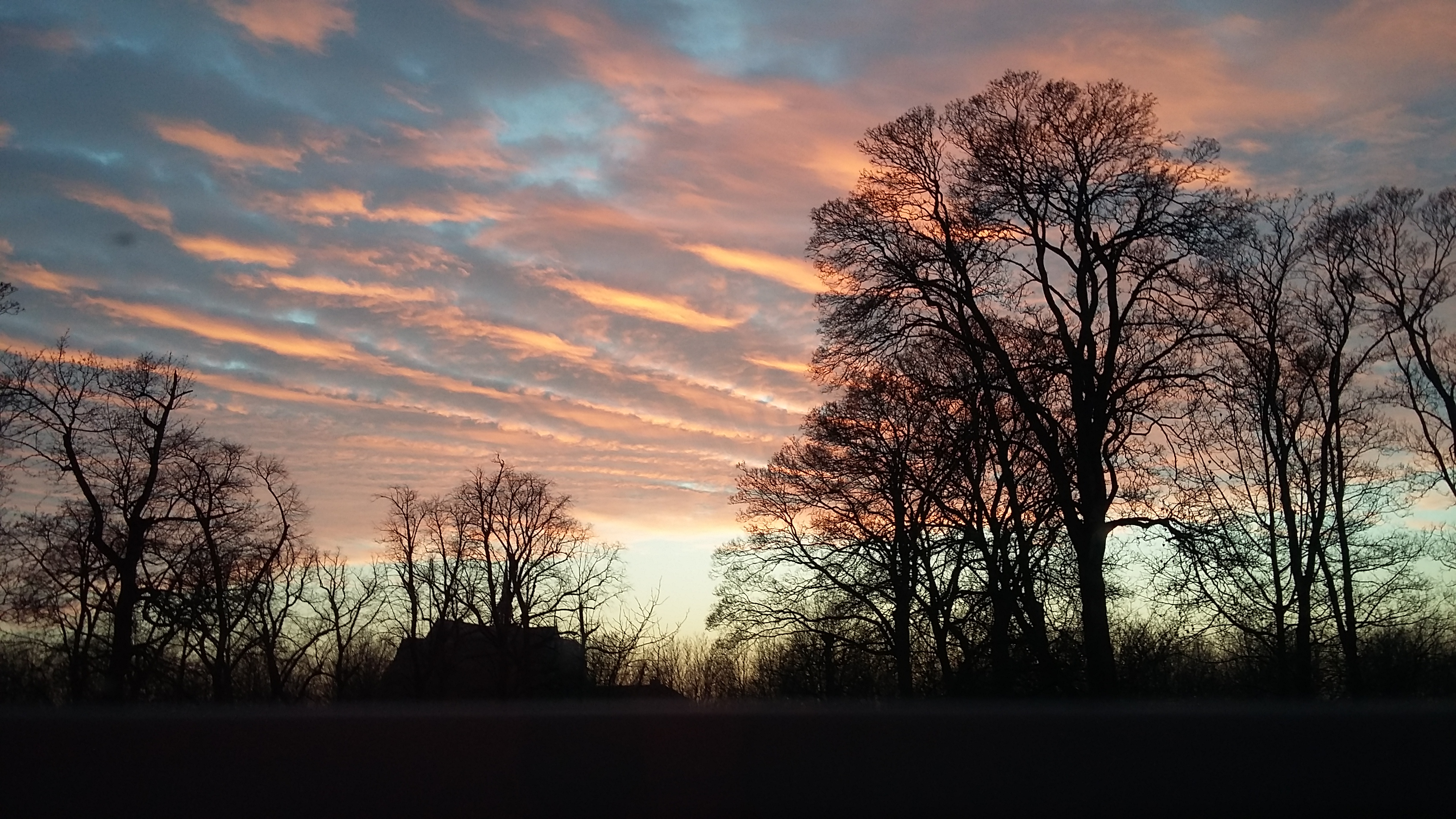
Coucher de soleil.
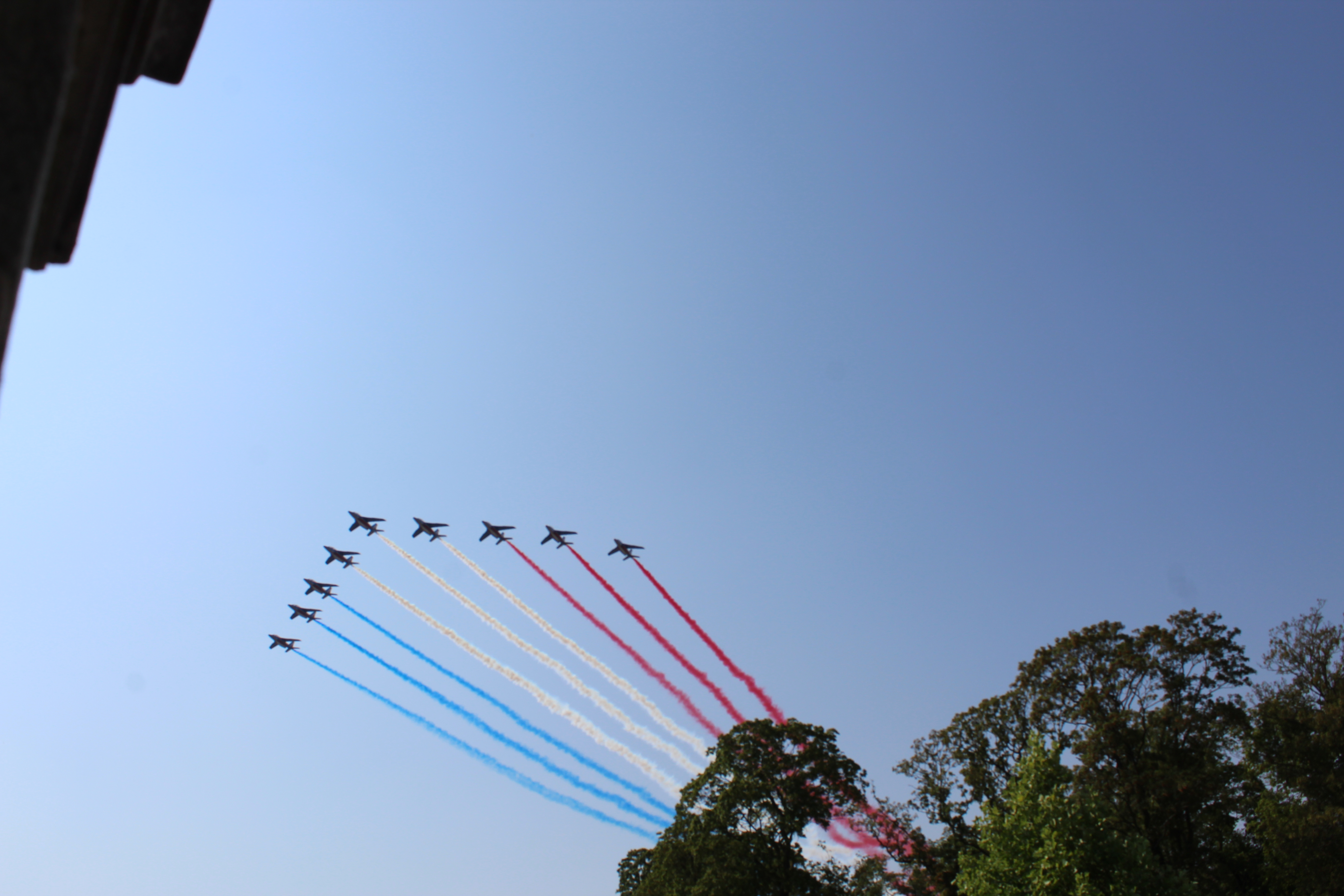
Passage de la Patrouille de France au-dessus de Champs-Élysées le 14 juillet 2018.
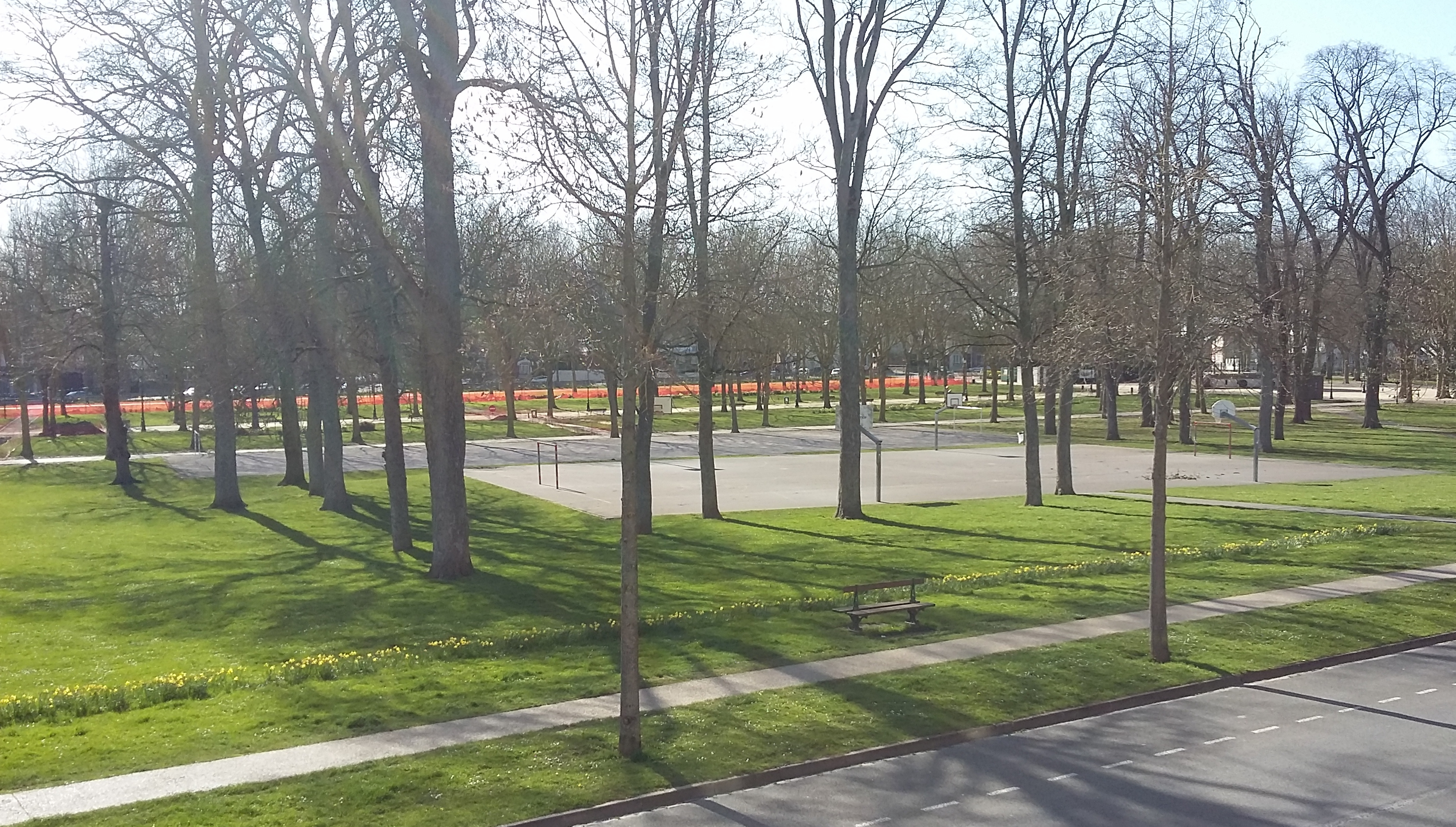
Les Champs-Élysées confinés le 22 mars 2020.
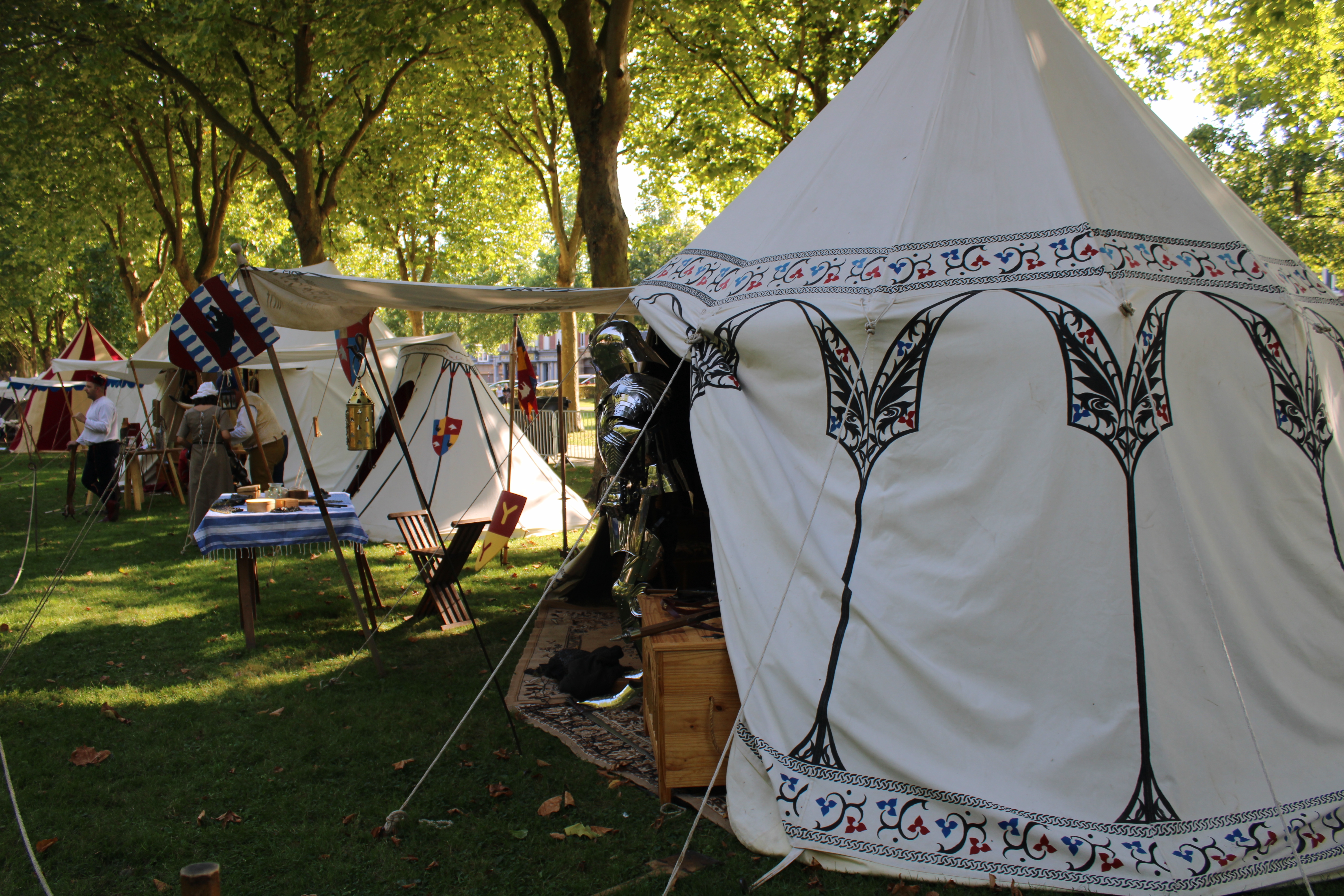
Le marché médiéval lors de la Fête du Bouffon.
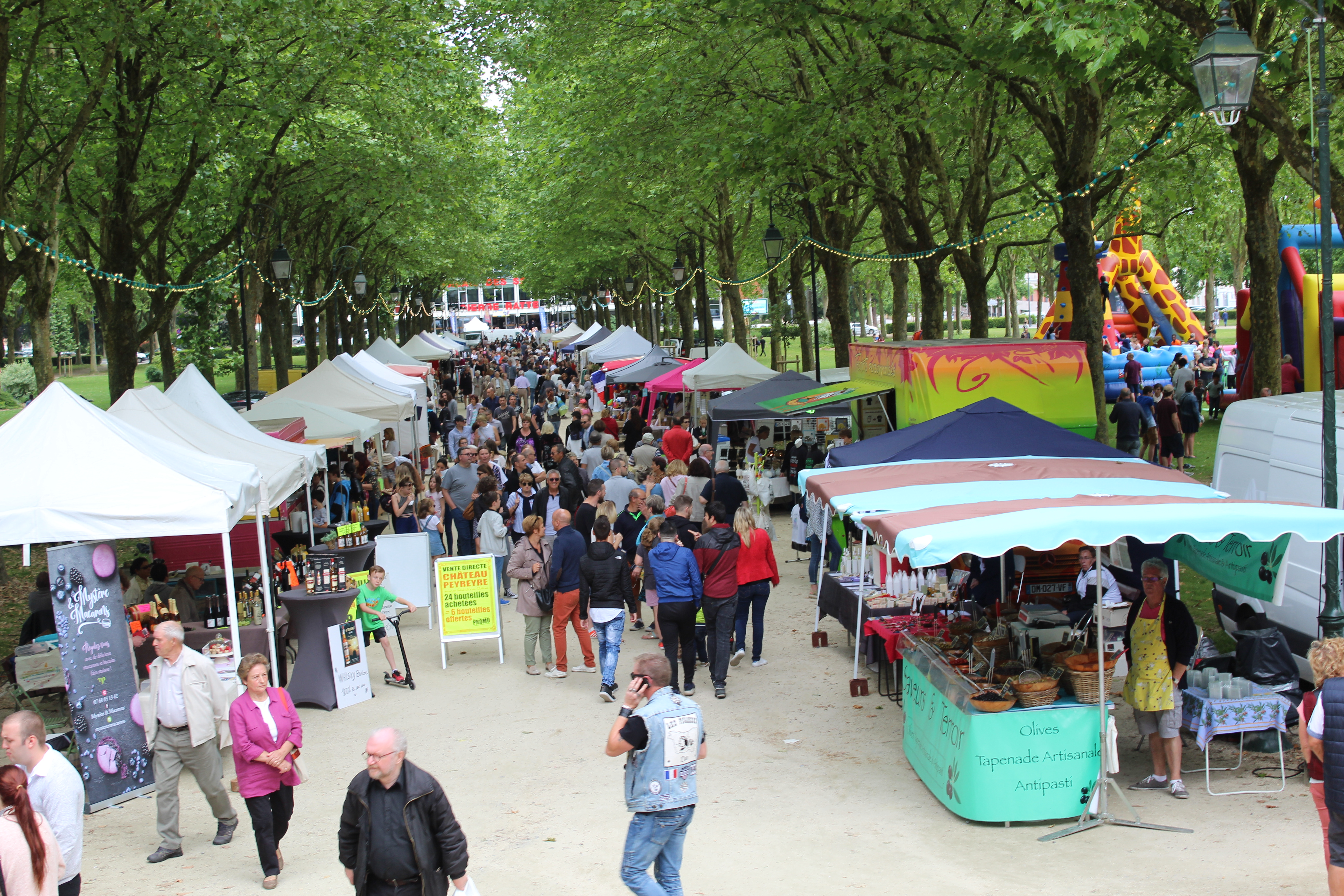
Marché artisanal lors de la Fête du Bouffon.
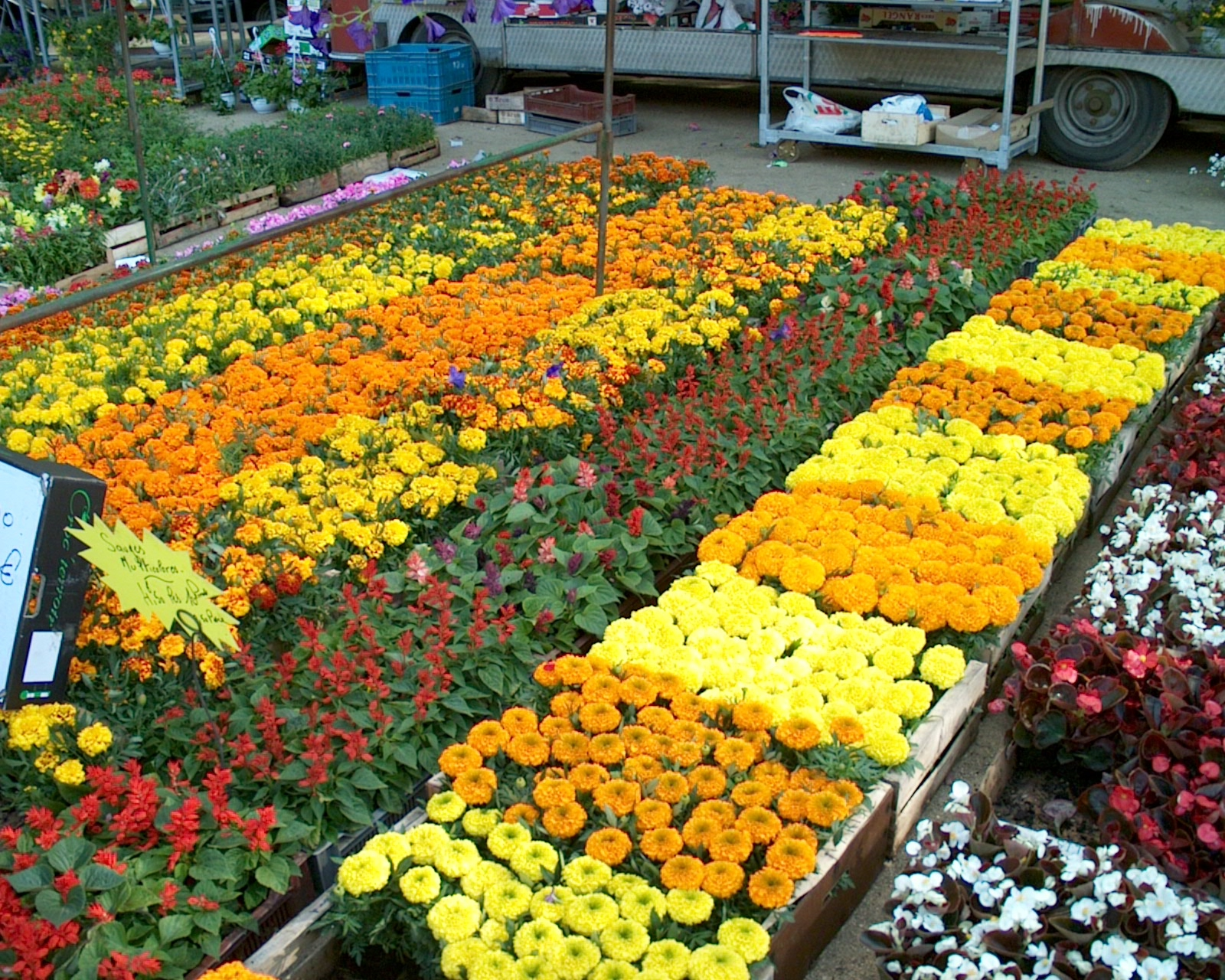
Marché aux fleurs aux Champs-Élysées  en 2008.

Les sports
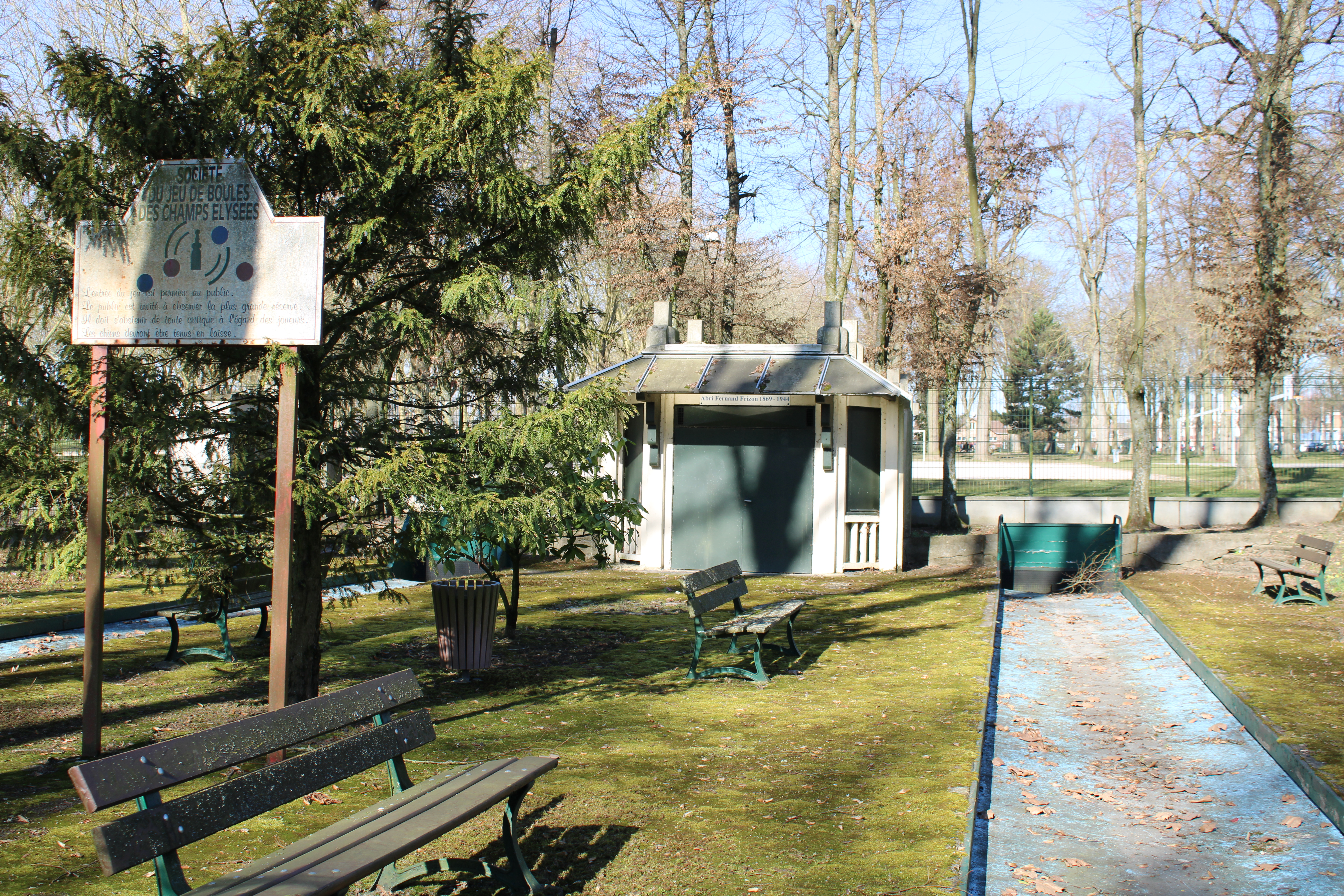
Le terrain du Jeu de la Boule en bois.
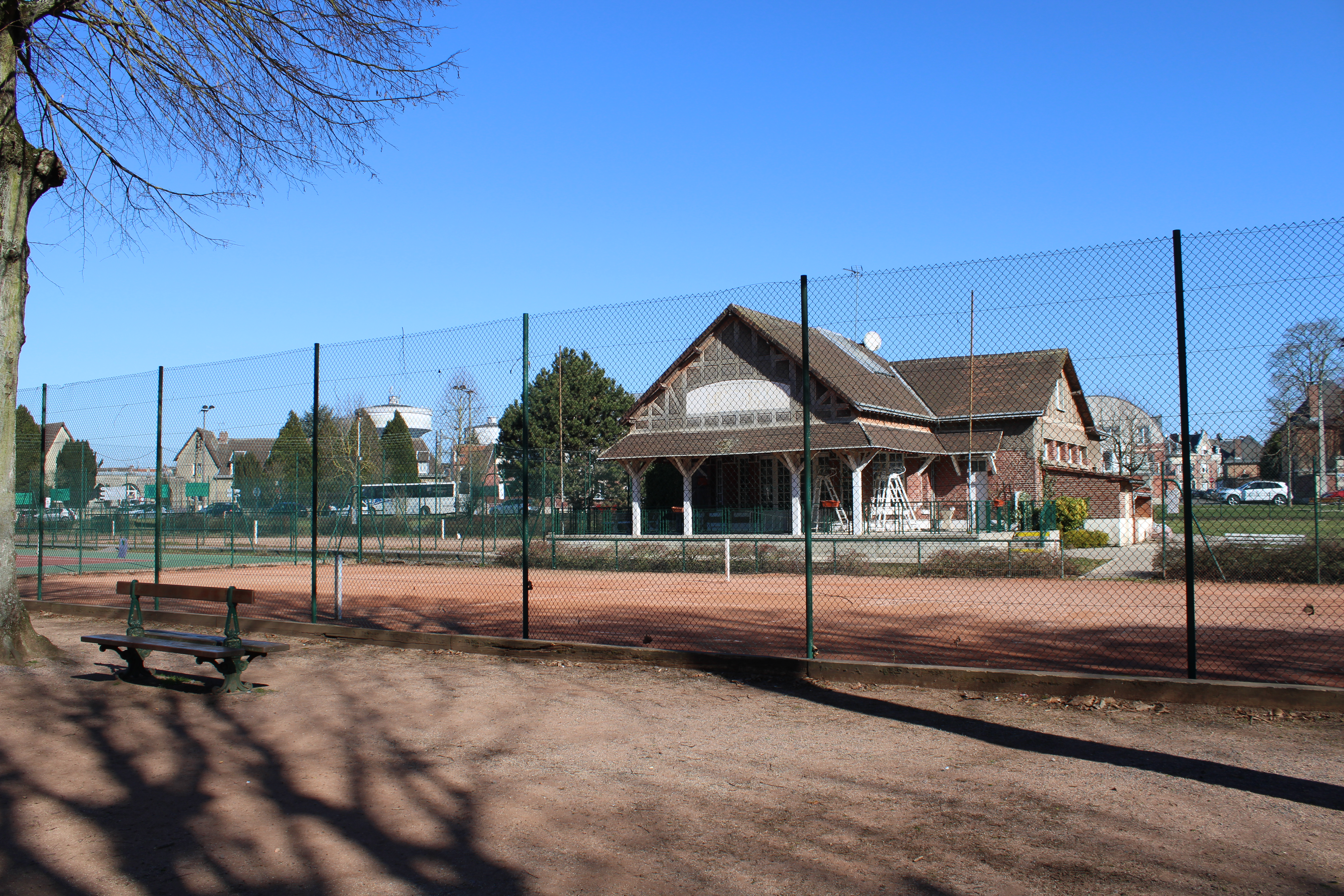
Le Jeu de paume et les terrains de tennis.
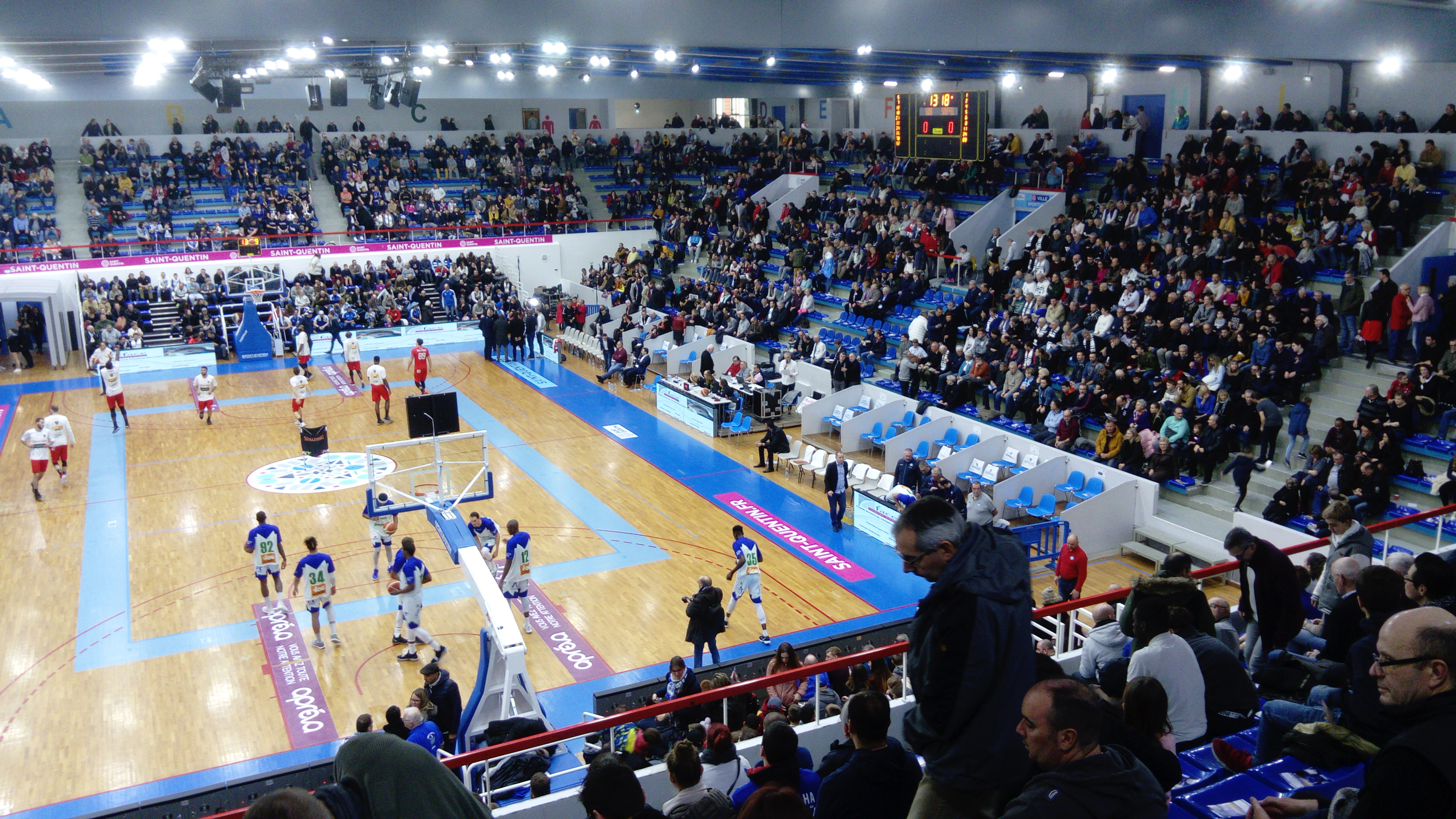
Match de basket au Palais des Sports.
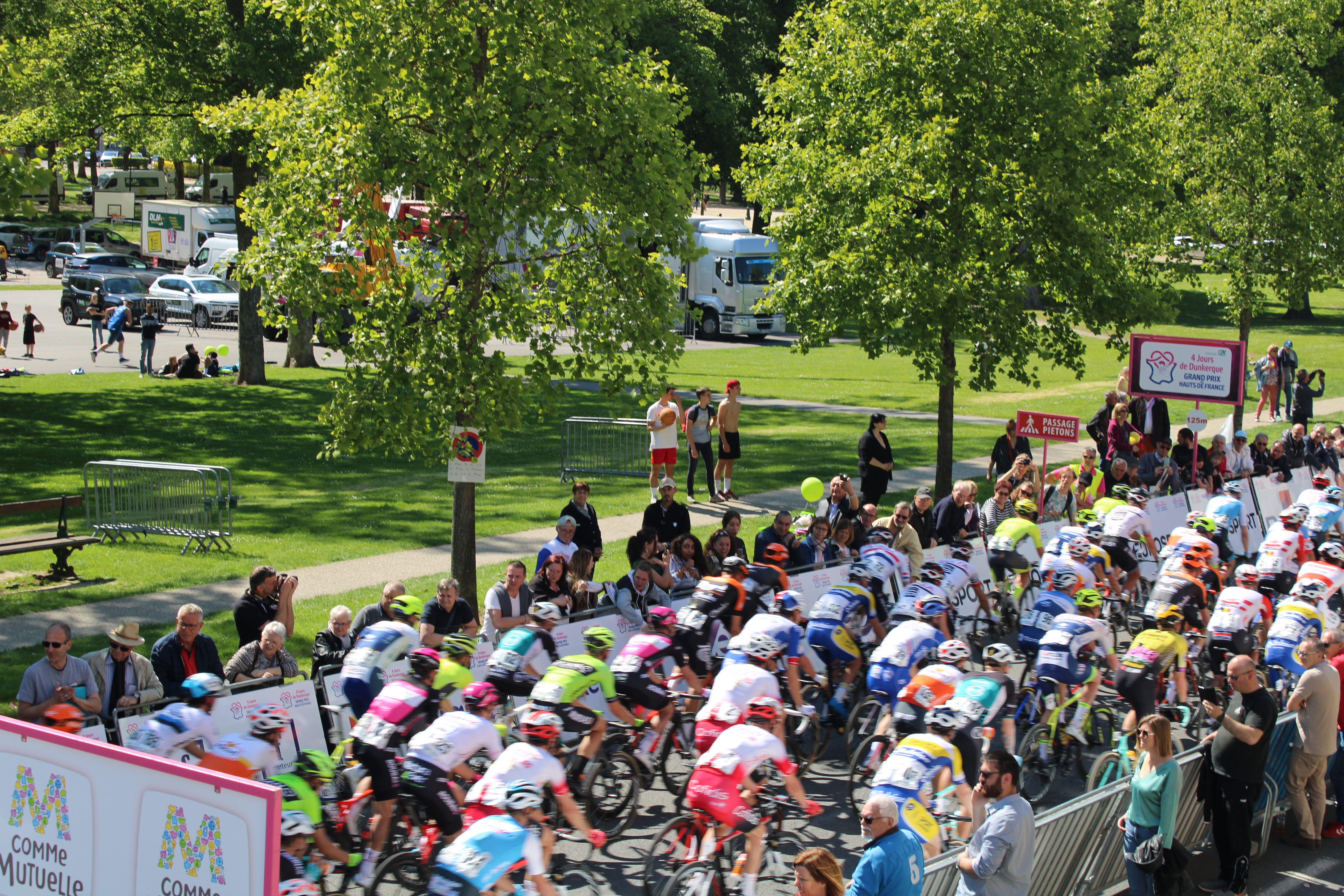
Course cycliste.
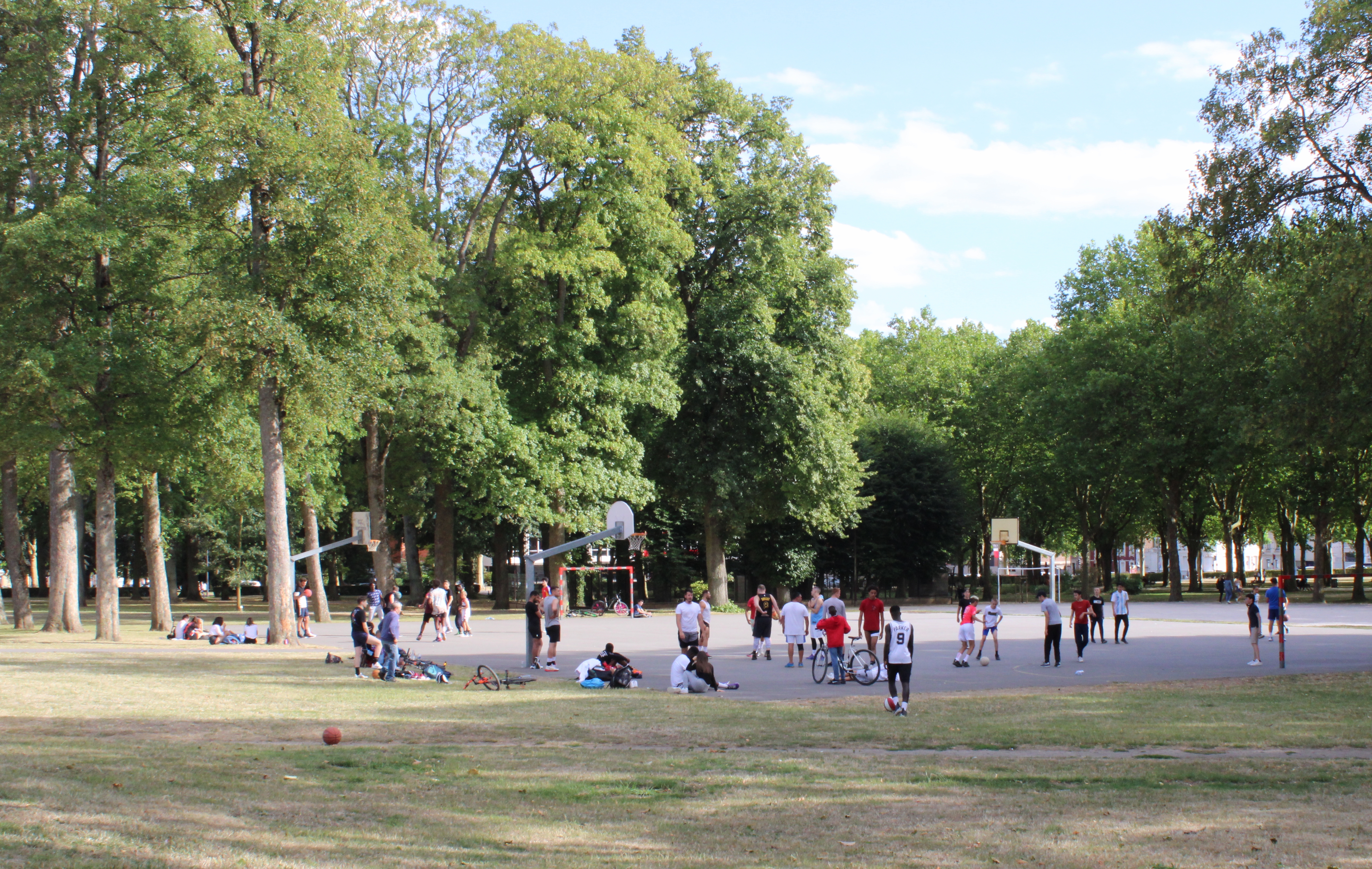
Basketteurs et footballeurs en mélange.
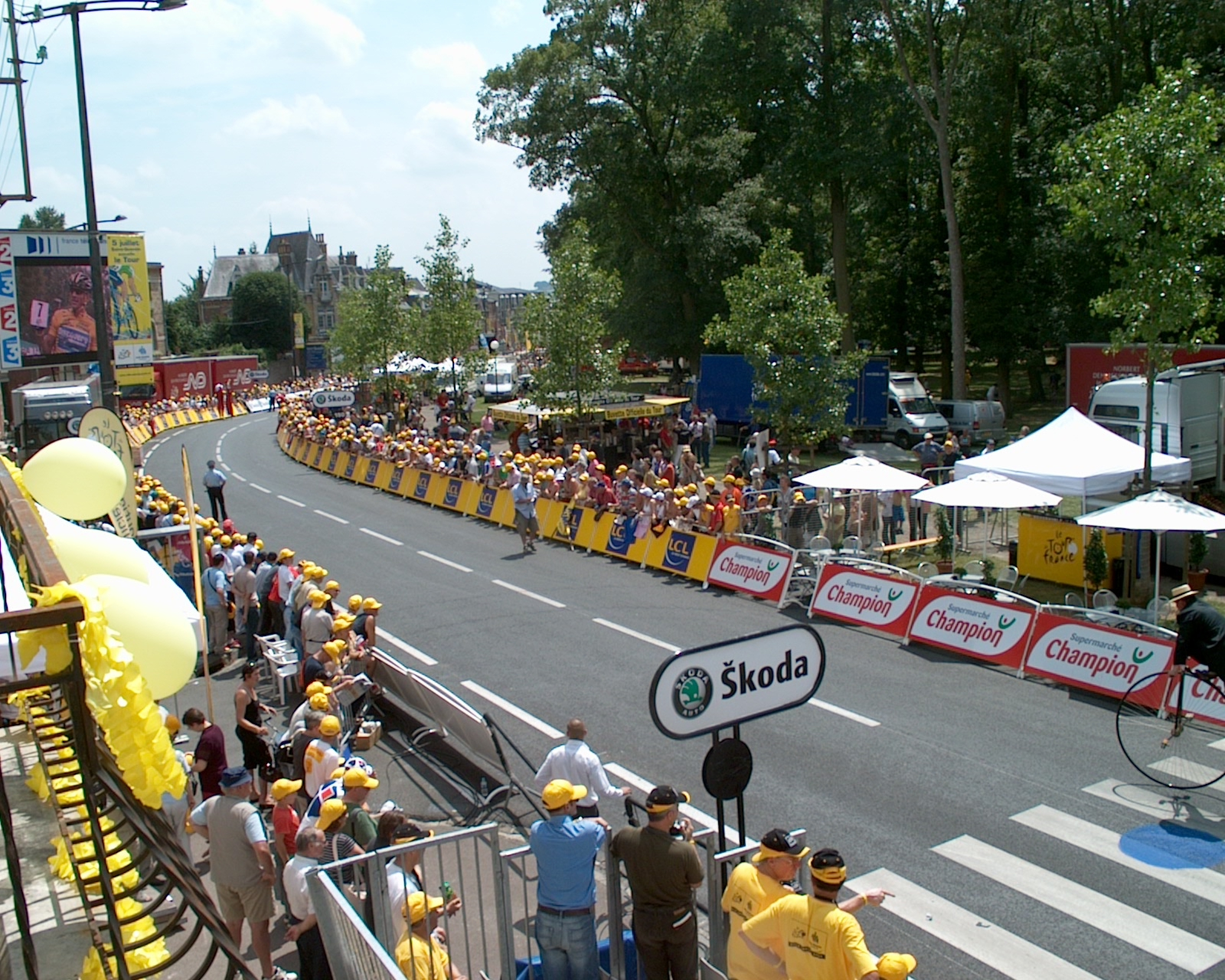
Arrivée du Tour de France aux Champs-Élysées le 5 juillet 2006.

## Manifestations

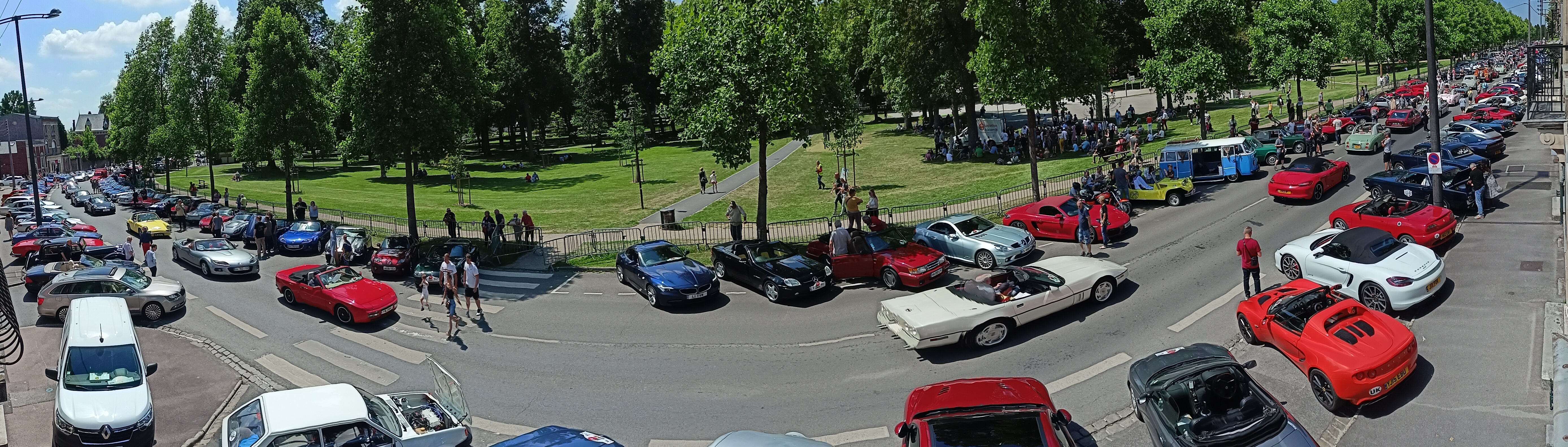
Rassemblement de 600 véhicules de collection aux Champs Elysées le 4 juin 2022.

## Passage de la flamme olympique le 17 juillet 2024

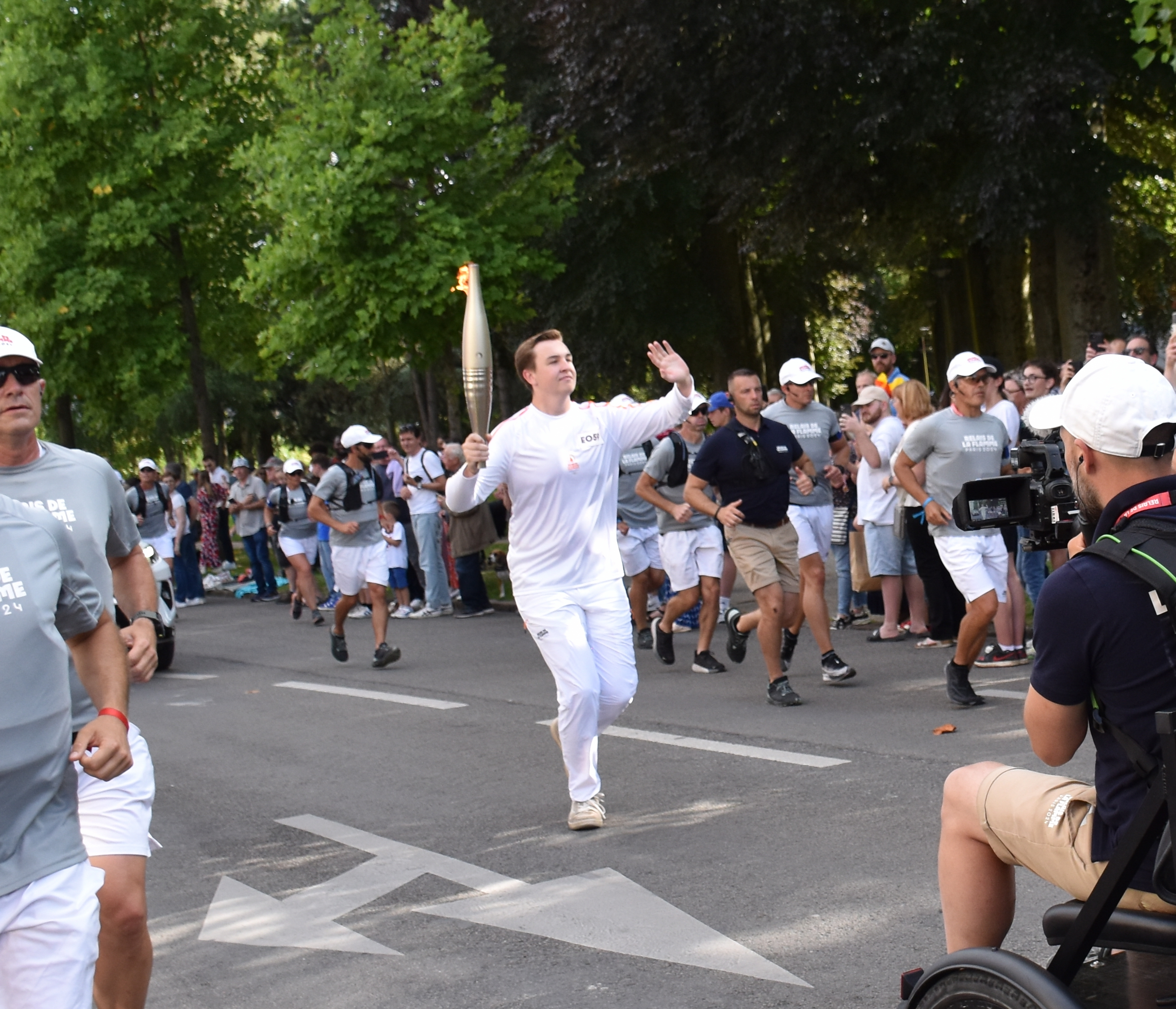
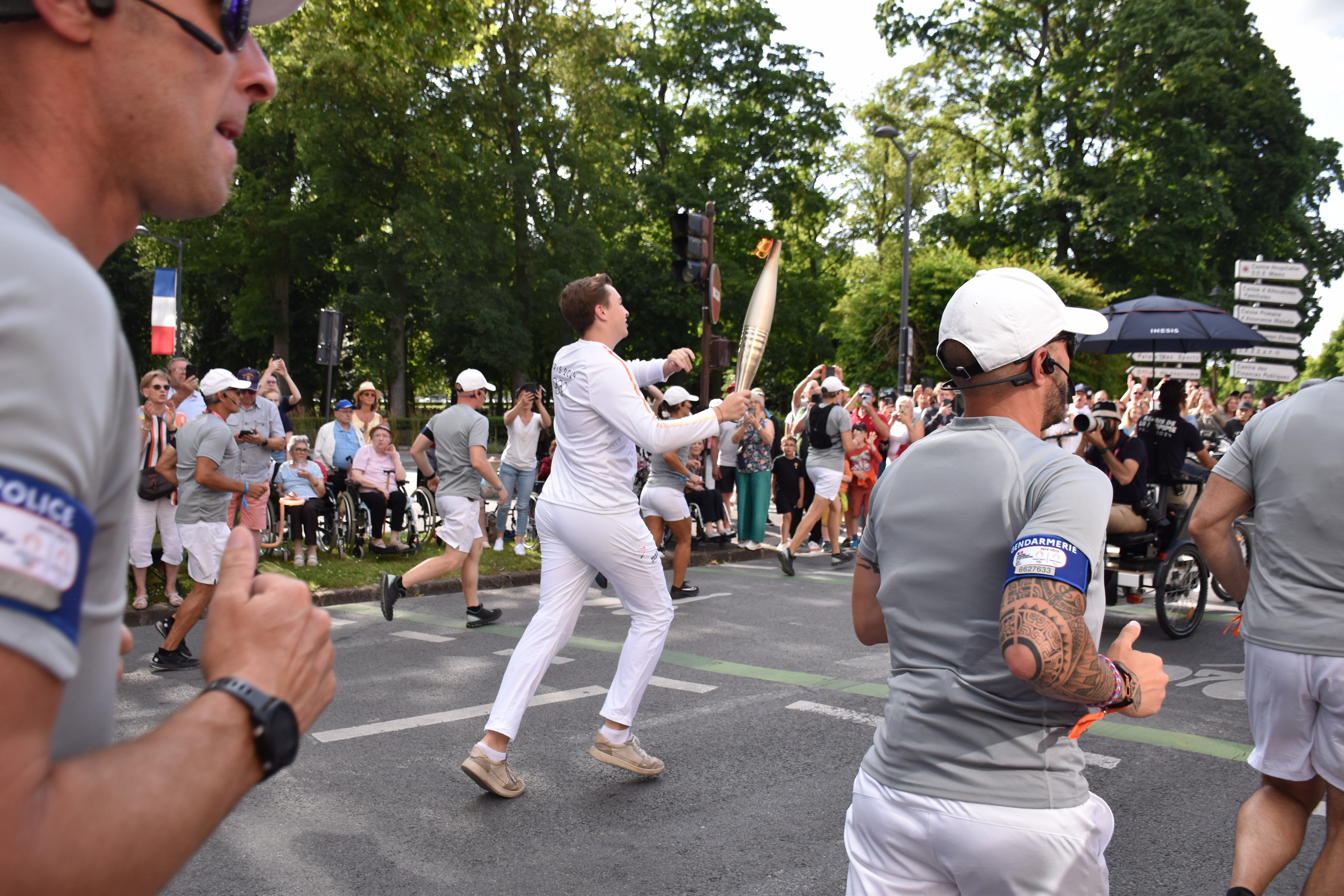
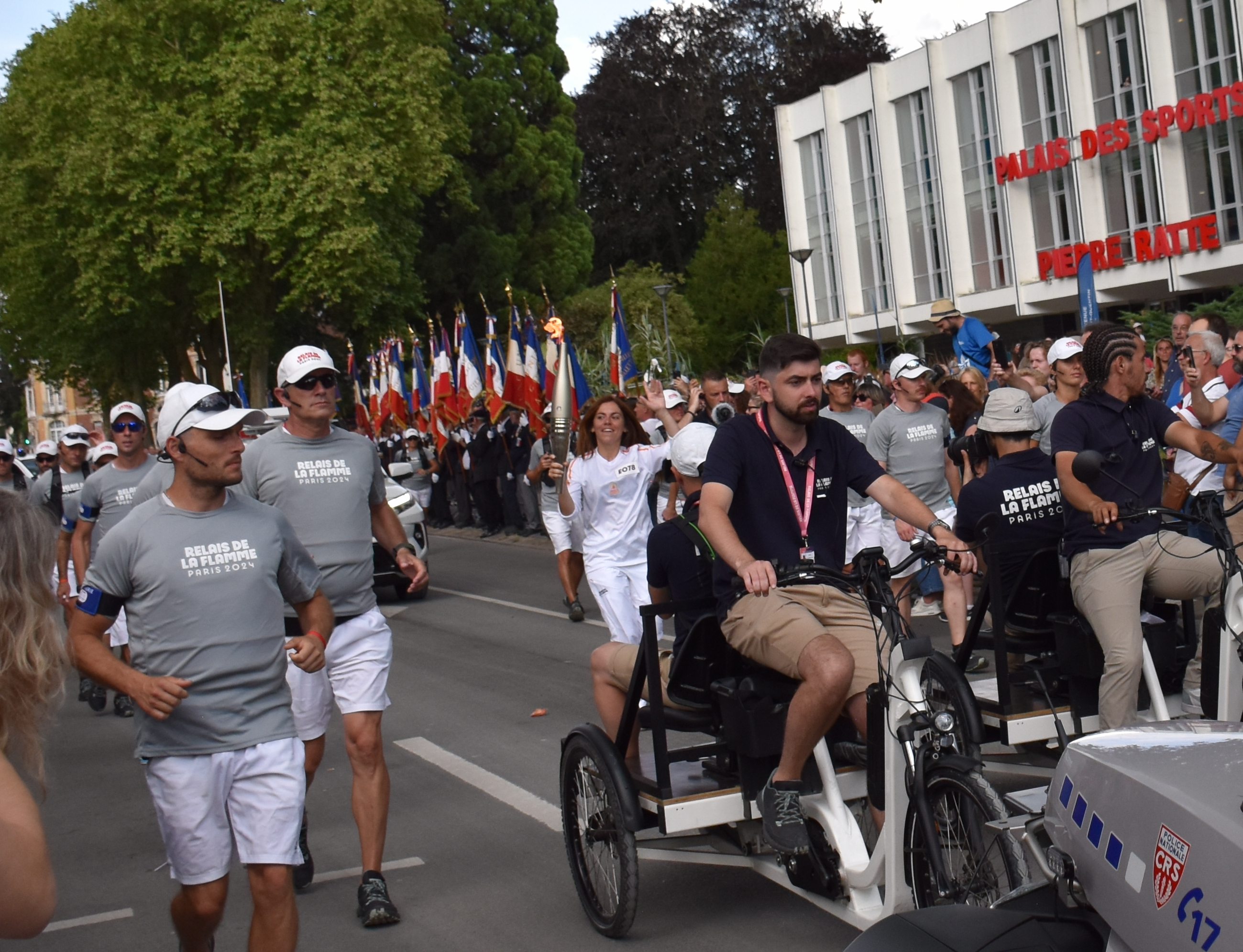
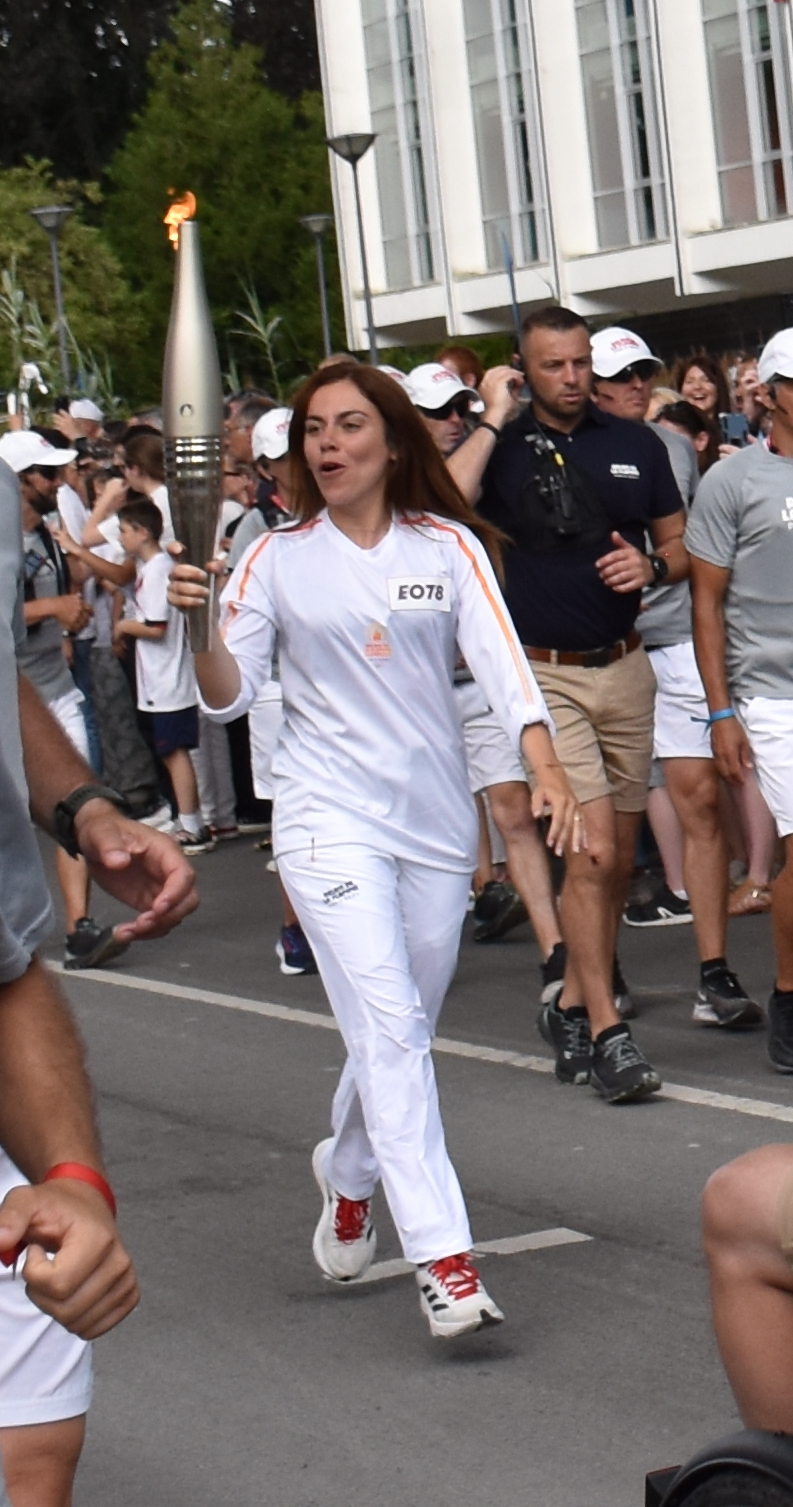
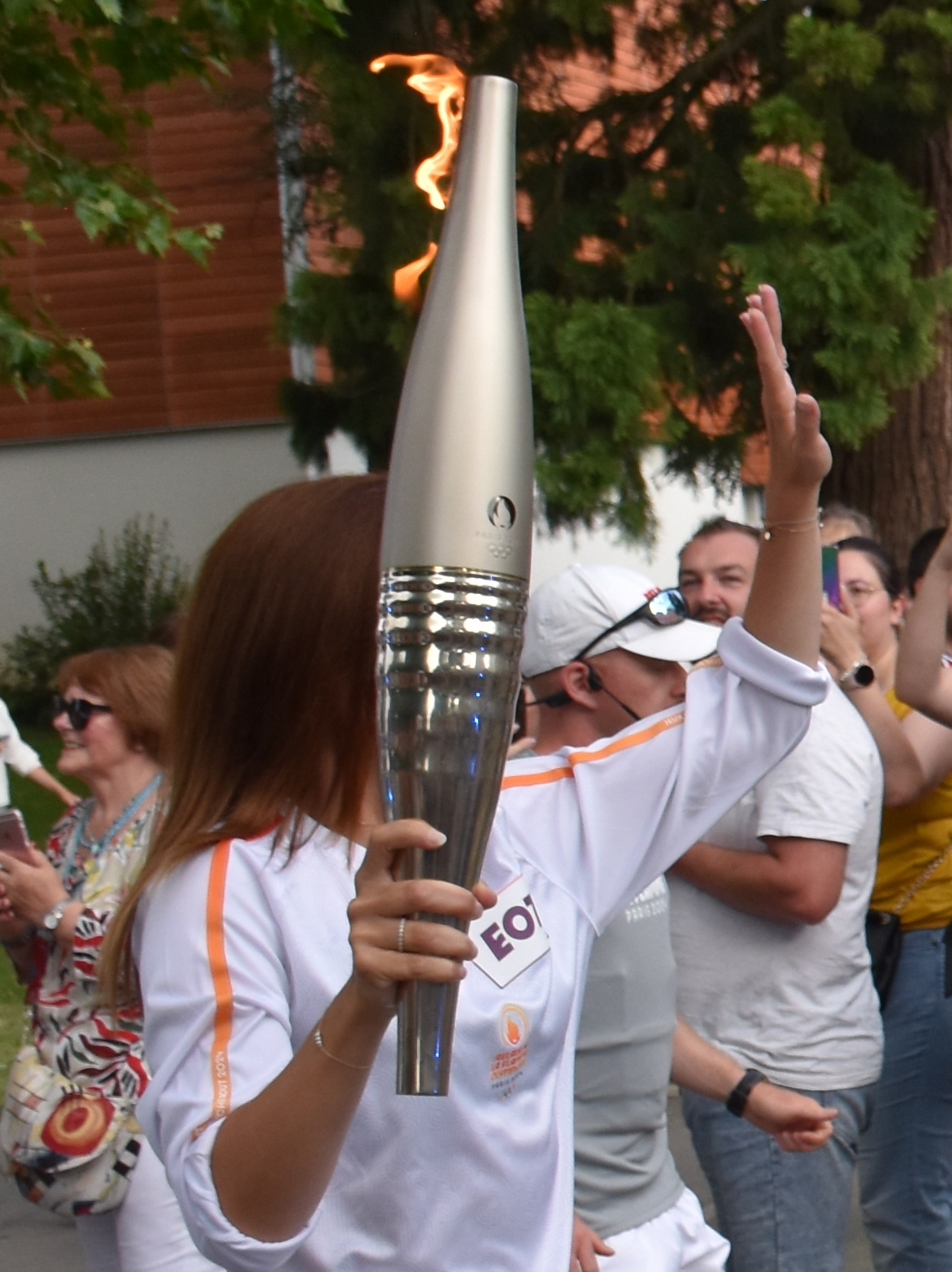